# Ayrton Senna
Ayrton Senna da Silva (São Paulo, 21 de marzo de 1960-Imola, 1 de mayo de 1994) fue un piloto de automovilismo brasileño. Compitió en Fórmula 1 para los equipos Toleman, Lotus, McLaren y Williams entre 1984 y 1994, resultó tres veces ganador del Campeonato Mundial de Pilotos de Fórmula 1 en 1988, 1990 y 1991, subcampeón en 1989 y 1993, tercero en 1987, y cuarto en 1985, 1986 y 1992, acumulando en total 41 victorias (6 de ellas en el Gran Premio de Mónaco, récord para el evento), 80 podios y 65 pole positions en tan solo 162 clasificaciones, con una efectividad de más del 40 %, figura entre los más exitosos y dominantes pilotos de la era moderna, y, para muchos expertos, es el más rápido de la historia.
Ayrton fue aclamado por sus extraordinarios desempeños con pista mojada, como el Gran Premio de Mónaco de 1984, Gran Premio de Portugal de 1985 y Gran Premio de Europa de 1993, teniendo los demás pilotos coches superiores. Era reconocido principalmente por su conducción veloz, técnica superlativa y a veces agresiva en carreras. Mantuvo una intensa rivalidad con el piloto francés Alain Prost durante gran parte de su carrera, incluidos dos años como compañeros de equipo en McLaren. La rivalidad entre Alain Prost y Ayrton Senna fue posiblemente la mayor de la historia del automovilismo, entre dos pilotos que estaban muy por delante de casi cualquier otro en su época. Tal era dicha rivalidad que la definición del título de pilotos de 1989 y 1990 se produjo por una colisión entre ambos. Años después de la muerte de Senna, el propio Prost reconoció que sin el brasileño nada hubiera sido igual, se retroalimentaban entre los dos gracias a su rivalidad. La época de 1980 fue posiblemente la década de oro de Fórmula 1.
Ayrton Senna falleció debido a un fuerte choque sufrido en la curva Tamburello del Autodromo Enzo e Dino Ferrari durante el Gran Premio de San Marino de 1994. Una varilla de la suspensión del vehículo atravesó la visera de su casco provocándole una fatal herida en la cabeza. Tras su muerte, el Gobierno de Brasil decretó tres días de luto y un entierro con honores de Estado. Más de un millón de personas participaron en su traslado al cementerio. La primera curva del Autódromo José Carlos Pace de su ciudad natal fue bautizada como la "S de Senna", dado que él propuso el diseño de dicha sección del trazado. Debido a su afamada vida pública, tiene una fundación creada por su familia para recordar su legado, llamada Senna Brasil, y numerosos monumentos, club de fanes, recuerdos y pinturas por todo el mundo.
Desde la muerte de los pilotos Ayrton Senna y Roland Ratzenberger, se incrementó de manera drástica la seguridad de la Fórmula 1 asignándole dicho puesto al experimentado médico de pista Sid Watkins, el cual intentó reanimar al piloto el día de su accidente. Tras la muerte de Ayrton, pasaron más de 20 años sin accidentes trágicos en la Fórmula 1, hasta que en octubre de 2014 Jules Bianchi sufrió un accidente en el Gran Premio de Japón que le costaría la vida unos meses después.
En el año 2009, la reconocida revista Autosport contactó con 217 pilotos y expilotos de la Fórmula 1 para realizar una votación y crear una clasificación de los mejores pilotos de la historia hasta el momento, de dicho serial, la lista estaba encabezada por Ayrton Senna.

## Biografía

### Inicios

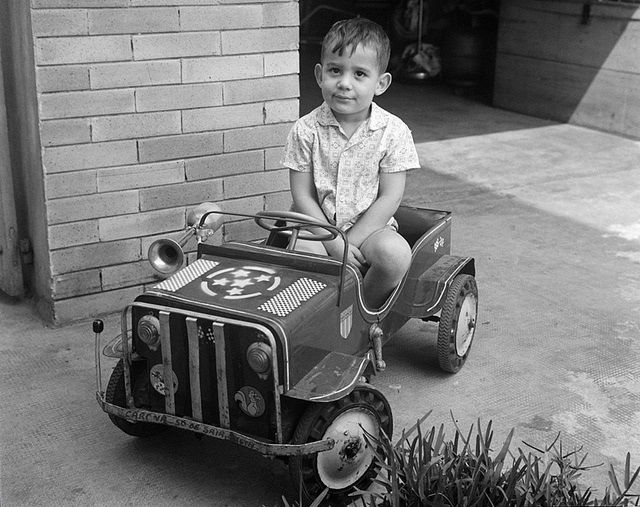
Senna a los 3 años de edad.

Nació en el Hospital Maternidad Pró-Matre de São Paulo el 21 de marzo de 1960. Hijo de Milton da Silva y de Neyde Senna (n.1935), era el segundo de dos hermanos más: Viviane Senna (14 de junio de 1957) y Leonardo (29 de enero de 1966). La casa donde pasó los primeros cuatro años de su vida había pertenecido a João Senna, su abuelo materno, y estaba ubicada en la esquina de la Av. Aviador Gil Gilherme con la Av. Santos Dumont, a menos de 100 metros del Campo de Marte, una gran superficie donde funcionaban el Parque de Material de Aeronáutica y un aeropuerto.
Su padre siempre fue el primero en decir que jamás planeó o soñó que su hijo se convertiría en un piloto de carreras, aun cuando construyó para él, en seis meses, un kart equipado con frenos a disco y un motor extraído de una picadora de caña que le permitía alcanzar una velocidad de hasta 60 km/h. Al comienzo, era incluso un juego más para su hijo inquieto y agitado; el kart iba a ser, por lo tanto, un juguete. Una alternativa a las bicicletas y los carritos de rodamiento que usaban los niños de la época, y a la que, sin embargo, con el paso del tiempo Ayrton fue tomando el gusto y en la que cada vez era más frecuente verlo correr.

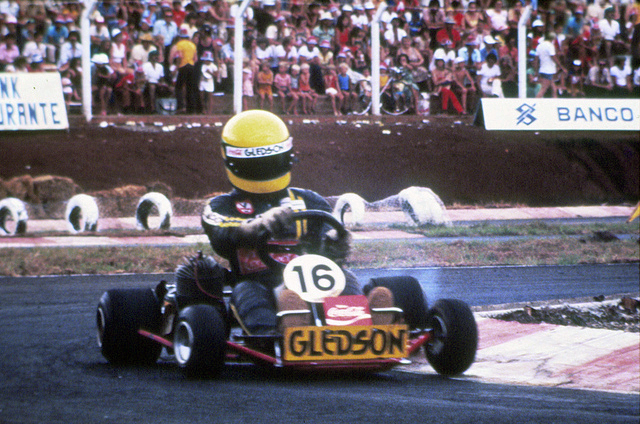
Senna en sus comienzos deportivos sobre un kart.

Cuando el pequeño entró al kart por primera vez, la ternura que inspiraba dio paso a la incredulidad. João Alberto, un vecino seis años mayor que Senna, amigo de su hermana Viviane, estaba entre las personas que presenciaron la primera vez que Ayrton se ajustó en el banco anatómico del kart fabricado por su padre y corrió:

Fue escalofriante. Él tenía unos cuatro años y todo el mundo lo veía andar en el kart. Ya en la primera vuelta en la calle de tierra, nos quedamos impresionados con la noción y el conocimiento que él ya tenía.
João Alberto, vecino de Ayrton

Empezó a pilotar a los cuatro años cuando su padre le regaló un pequeño kart con un motor de un caballo de potencia. Su primera carrera fue en un kart a la edad de ocho años. Dijo Senna: «Tenía solo ocho años y la mayoría de los otros tenía 15, 18 e incluso 20. Las posiciones en la parrilla se determinaban por sorteo. Ponían unos papelitos con números dentro de un casco. Por ser recién llegado, fui el primero en agarrar un papel al azar. Saqué el número 1».

### Participación oficial a los 13 años
Ayrton Senna entró oficialmente en una competición de Karting por primera vez a los 13 años. En 1973 ganó el Campeonato Paulista de Karting pese a que, según revela Mario Sérgio de Carvalho (principal rival de Senna en dicho certamen) en la biografía "Ayrton, o herói revelado" ("Ayrton, el héroe revelado" - Ernesto Rodrigues), el campeonato se le adjudicó a él y no a Senna. En 1977 se hizo con el máximo trofeo en el Campeonato Sudamericano de Karting consiguiendo el título en el kartódromo Luis P. Serra de San José, Uruguay.

## Inicios deportivos

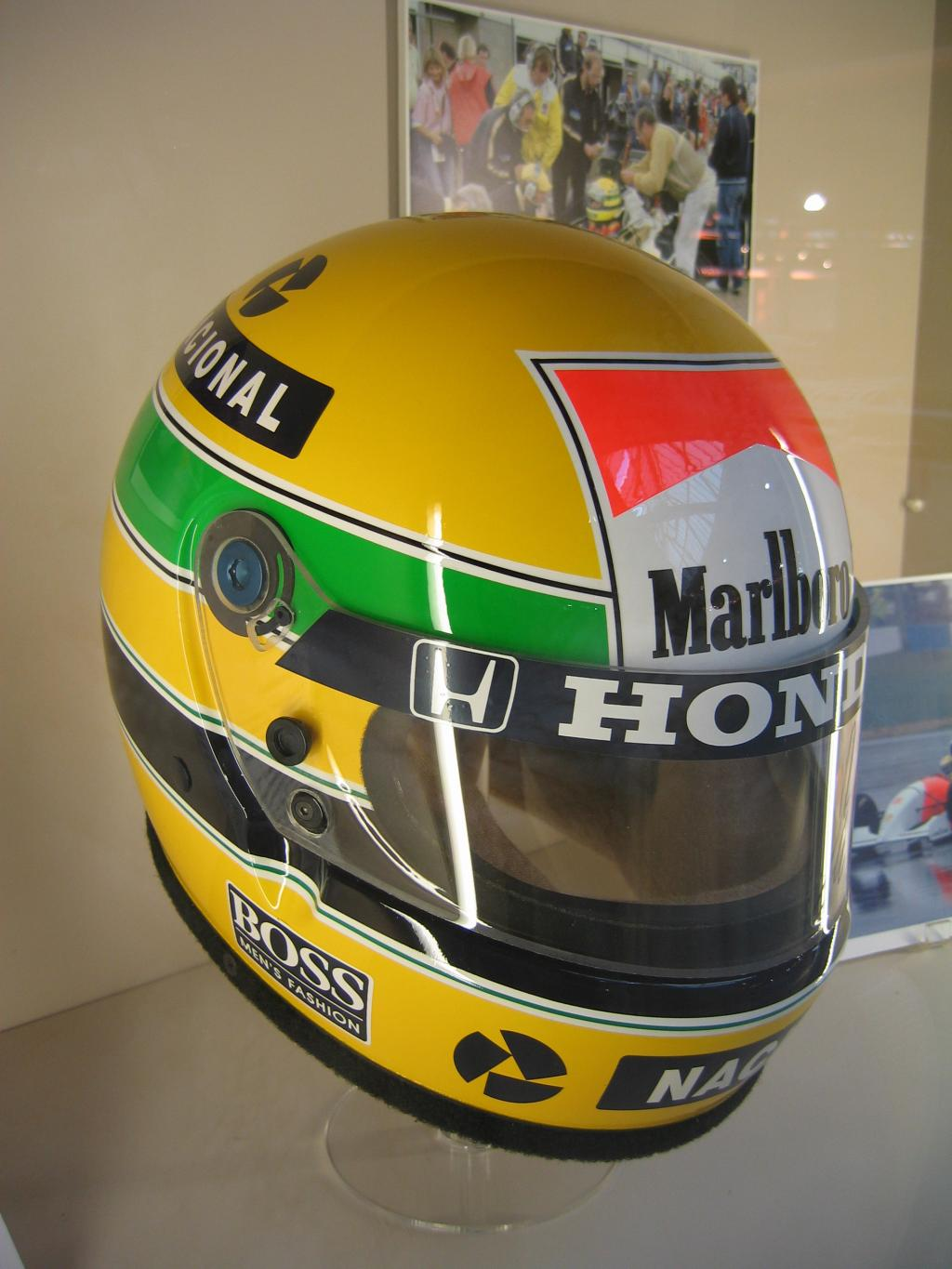
Casco de Ayrton Senna

### Llegada a Europa
En 1978 con 18 años fue contratado por el equipo DAP de Italia donde sería compañero de Terry Fullerton, quien luego sería reconocido por Senna durante el Gran Premio de Australia de 1993 cuando se le preguntó; ¿Cuál fue el piloto con quién más satisfactorio te sentiste al competir? Senna respondió:

«Tendría que regresar a 1978, 1979 y 1980, vine a Europa por primera vez para competir fuera de Brasil. Mi compañero de equipo Fullerton, se llamaba Fullerton. Él era muy experimentado y he disfrutado mucho conduciendo con él porque era rápido, consistente, para mí un piloto muy completo. Y era pura conducción; éramos sólo él y yo, no había política ni dinero en el medio. Tengo con él buenos recuerdos.» Ayrton Senna, 1993».

En DAP participó del Campeonato del Mundo de Karting consecutivamente desde 1978 hasta 1982, terminando subcampeón en 1979 y 1980 tras polémicas decisiones. Confesaría más tarde el mismo Ayrton:

El kart me proporcionó muchos momentos de placer y excelentes recuerdos (...) nunca el pilotaje fue tan divertido como en kart. Allí aprendí muchas cosas. Mucho de lo que uso en la Fórmula 1 lo aprendí en kart. Ayrton Senna.

Se le debe a su afición por el kartismo su gran destreza y capacidad para conducir bajo la lluvia. En cierta ocasión, su hermana comentó que tras perder una carrera de karts debido a la lluvia, Ayrton se pasó varios días intentando conducir en esas condiciones, incluso sin regresar a comer a casa, hasta perfeccionar su técnica. Desde ese entonces, ya usaba su particular casco amarillo con dos líneas, una verde y una oscura diseñado por el famoso pintor de cascos brasileño Sid Mosca. Es precisamente a bordo de un kart donde Ayrton aprendió esa precisión para pilotar en la lluvia, ya que en un principio no era un piloto óptimo en estas condiciones. Es considerado uno de los mejores pilotos conduciendo bajo la lluvia.

### Pasaje por Inglaterra

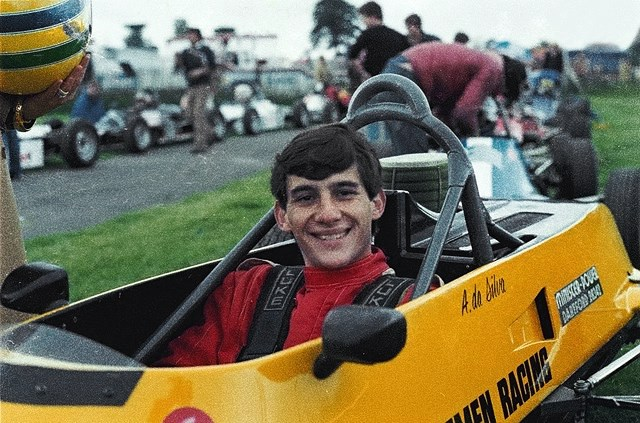
Senna, con 21 años, pilotando el Fórmula Ford 1600

En 1981 Senna se trasladó a Inglaterra para comenzar su carrera en monoplazas, ganando el Campeonato RAC y Townsend-Thoreson de Fórmula Ford 1600 de ese año con el equipo Van Diemen utilizando el número 24. A pesar de ello, Senna al principio no creía que seguiría en el automovilismo, y al final de la temporada, bajo la presión de sus padres a asumir un papel en el negocio familiar sumado a la falta de patrocinio que permitiese su escalada rumbo a la Fórmula 1, regresó a Brasil. Antes de salir de Inglaterra, Dennis Rushen, dueño de la Rushen Green Racing: un respetado equipo de FF2000 (el paso siguiente para los que brillaban en la Fórmula Ford), le ofreció a Senna quien era ya campeón del torneo, una unidad de Fórmula Ford 2000 de £10,000. Decidió aceptar esta oferta, y volvió a vivir en Inglaterra. Como Silva es un apellido muy común de Brasil, además de que en Inglaterra resultaba sumamente difícil pronunciarlo adecuadamente, adoptó el de su madre: Senna. Senna ganó el campeonato británico de 1982 y los campeonatos de Europa de Fórmula Ford 2000 con ese apellido.

### Participación en fórmula 3 de Gran Bretaña
En 1983 participó en el Campeonato Británico de Fórmula 3 con el equipo West Surrey Racing. Senna dominó la primera mitad de la temporada, pero Martin Brundle, que conducía un coche similar en competitividad por los colores del equipo Eddie Jordan Racing, cerró la brecha en la segunda parte del campeonato. Senna ganó el título en la ronda final en Thruxton después de una reñida y, a veces, enconada batalla. En noviembre del mismo año, triunfó en la inauguración del Grand Prix de F3 de Macao con el Theodore Racing Team de Teddy Yip. En esos tiempos ya era observado por Frank Williams, quien sería su último jefe de equipo en la Fórmula 1 durante 1994.
Senna atrajo la atención de los equipos de Fórmula 1 Williams, McLaren, Brabham y Toleman, para los cuales realizó pruebas de pretemporada. Ni en Williams ni en McLaren había una vacante para la temporada 1984 debido a que su situación ya se había resuelto con anterioridad (estaba confirmada la pareja Rosberg-Laffite para el equipo de Grove y por otro lado, la de Lauda-Prost para la escudería de Woking). Luego, su nombre se vinculó al segundo asiento de Brabham, pero el piloto número uno de dicho equipo, el bicampeón mundial por aquel entonces Nelson Piquet, también brasileño prefirió a su amigo Roberto Moreno, mientras que el auspiciador Parmalat que patrocinaba a Brabham quería un piloto italiano, por lo que la tentativa de Senna de entrar "por la puerta grande" fracasó. Su única opción era unirse a Toleman, un equipo relativamente nuevo, en sustitución de Derek Warwick. El venezolano Johnny Cecotto sería por ese tiempo su compañero de equipo.

## Fórmula 1
A lo largo de sus 10 años en Fórmula 1 obtuvo 3 campeonatos, estuvo en cuatro equipos, ostentó varios récords (como el de mayor número de pole positions, que fue superado por el alemán Michael Schumacher en el Gran Premio de San Marino de 2006), siendo uno de los pilotos más destacados en la historia de este deporte.

### Toleman (1984)

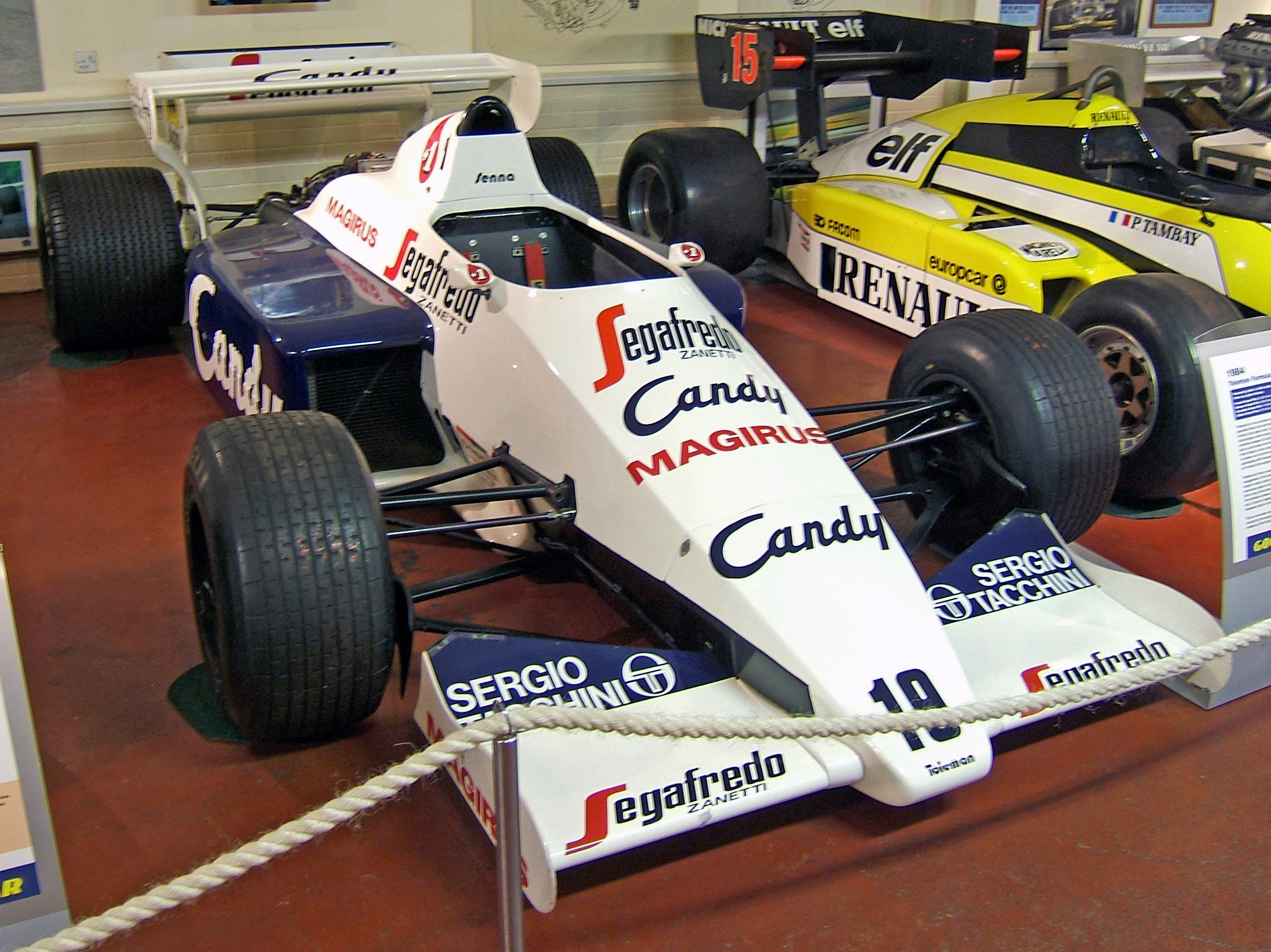
Toleman TG184, conducido por Senna en el campeonato de 1984

Senna hizo su debut en el Gran Premio de Brasil en Río de Janeiro siendo su compañero de equipo en esta escudería el venezolano Johnny Cecotto. Anotó su primer punto en el campeonato mundial en su segunda carrera en el Gran Premio de Sudáfrica, repitiendo igual resultado dos semanas más tarde en el Gran Premio de Bélgica. Una combinación de problemas de neumáticos y de presión de combustible fue la causa de su fracaso para calificar, más tarde, al GP de San Marino, única vez que esto ocurrió durante su carrera. El mejor resultado de la temporada llegó en el Gran Premio de Mónaco, que se vio afectado por fuertes lluvias en la previa. Ayrton Senna dio la primera de sus espectaculares lecciones de conducción en mojado. Saliendo desde la posición 13.º en la parrilla, hizo un progreso constante en escalada rumbo hacia el liderato de la prueba, consigue ser 10.º en el primer paso por meta, y comienza una espectacular remontada, 9.º en la 2, 8.º en la 3, 7.º en la 7, 6.º en la 9, 5.º en la 12, 4.º en la 14, 3.º en la 16, 2.º en la 19. A pesar de estar a 20" del líder Alain Prost se lanza en su persecución arrebatándole 1" por vuelta, sin embargo la dirección de la carrera decide suspenderla en la vuelta 31 por las malas condiciones y la pésima visibilidad, Senna acaba 2.º a 7" de Prost. Sin embargo a pesar de ser su mejor resultado y el mejor de Toleman, el brasileño se siente frustrado, tanto él como su equipo estaban seguros de que la carrera era suya. En el momento en el que la carrera se detuvo, Senna le estaba recortando 4 segundos por vuelta al francés. Senna finalmente superó a Prost durante la 32.ª vuelta en el final de la cual se mostró la bandera roja. Sin embargo, según el reglamento, se contaron las posiciones de la última vuelta completada por todos los pilotos (vuelta 31), momento en el que Prost era todavía líder. El segundo lugar de Senna fue su primer podio en la Fórmula 1, y sus actuaciones en condiciones de lluvia lo convirtieron en un sello distintivo de su carrera. La carrera en el principado solo duró 31 vueltas y por tal hecho solo se asignó la mitad de la puntuación a las seis primeras colocaciones (4.5 puntos al 1.º, 3 al 2.º, 2 al 3.º, 1.5 al 4.º, 1 al 5.º y 0.5 al 6.º), Paradójicamente, el vencedor de dicha carrera Alain Prost más tarde perdería el campeonato mundial por solo medio punto ante su compañero de equipo Niki Lauda.

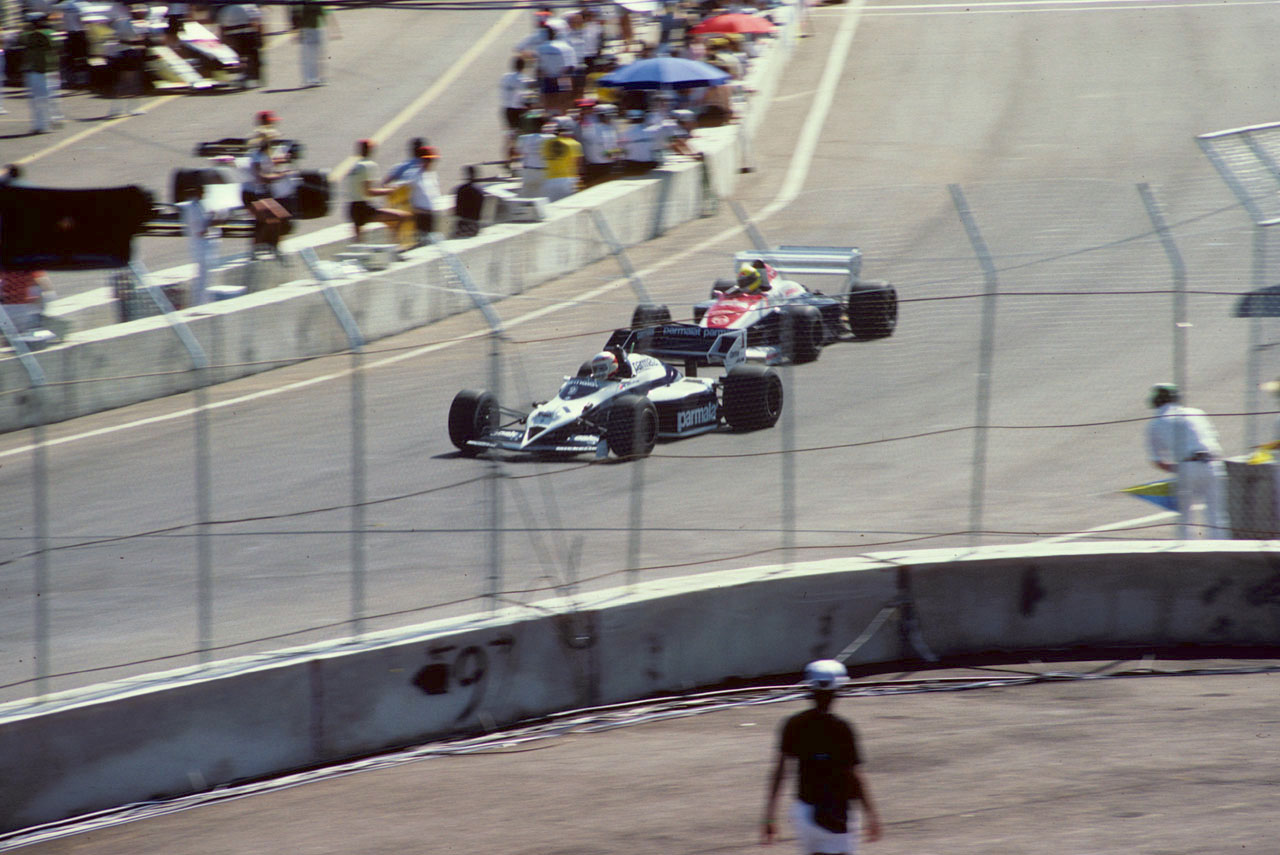
Ayrton Senna detrás de Nelson Piquet durante el Gran Premio de Dallas en los Estados Unidos en 1984

Obtuvo otros dos podios ese año —3.º en el Gran Premio de Gran Bretaña y mismo resultado en el Gran Premio de Portugal— y se posicionó 9.º en su primer campeonato de pilotos con 13 puntos. No participó en el Gran Premio de Italia después de que fuese suspendido por Toleman por incumplimiento de su contrato al firmar con Lotus para la temporada 1985 sin informar primero al equipo Toleman de este hecho.
Senna también compitió en carreras importantes durante 1984: los 1000 km de Nürburgring del Campeonato Mundial de Resistencia, donde junto con Henri Pescarolo y Stefan Johansson, condujo un Porsche 956 del equipo Joest para terminar octavo, así como una carrera de exhibición para celebrar la reinauguración del Nürburgring, que contó con la presencia de varios pilotos de Fórmula 1, cada uno de ellos condujo idénticos Mercedes-Benz 190E 2.3-16. Senna le ganó a Niki Lauda y a Carlos Reutemann. Después de la carrera Senna declaró: "Ahora sé que puedo hacerlo."

### Lotus (1985-1987)

#### 1985: Primer año en Lotus y primeras victorias
Senna estuvo acompañado en su primer año en Lotus por el piloto italiano Elio de Angelis. En la segunda carrera de la temporada, el Gran Premio de Portugal, Senna logró la primera pole position de su carrera de Fórmula 1. Consiguió además la primera victoria en su carrera, que aconteció en condiciones climáticas muy malas, ganando por más de un minuto de diferencia sobre el Ferrari de Michele Alboreto. No acabaría en los puntos de nuevo hasta llegar 2.º en el Gran Premio de Austria, a pesar de hacerse con la pole tres veces más durante el periodo intermedio (su pole en el Gran Premio de Mónaco había enfurecido a Alboreto y Niki Lauda, Senna había establecido un rápido tiempo tempranamente y fue acusado de obstruir deliberadamente a otros conductores por correr más vueltas de lo necesario, una acusación que él rechazó). Sumó dos podios más consecutivamente en Países Bajos e Italia, antes de que Senna sumara su segunda victoria, otra vez en lluvia, en el Circuito de Spa-Francorchamps en Bélgica. La relación entre Senna y su compañero de equipo De Angelis se agrió más en el transcurso de la temporada, ya que ambos pilotos exigieron mejor estatus como piloto dentro de Lotus y, tras estar seis años en el equipo, De Angelis dejó Lotus y se marchó a Brabham al final del año, convencido de que Lotus se centraría en el brasileño. Senna y De Angelis terminaron la temporada 4.º y 5.º, respectivamente, en la clasificación de pilotos, separados por cinco puntos. En términos de calificación, sin embargo, Senna había comenzado a establecerse como el más rápido de la parrilla: su cuenta de siete poles durante esa temporada fue mucho mayor que la de cualquiera de los otros pilotos, incluyendo la del mismísimo campeón de aquel año: el francés Alain Prost.

#### 1986: Nuevamente 4.º con Lotus

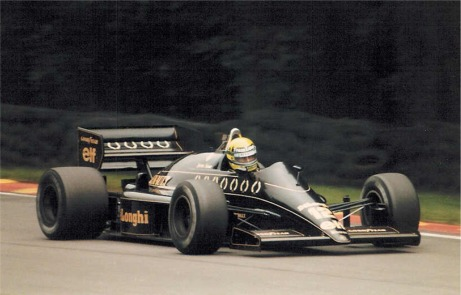
Senna pilotando para Lotus en el GP del Reino Unido en 1986, el cual abandonó en la vuelta 27, por problemas en la caja de cambios.

De Angelis fue sustituido en Lotus por su par escocés Johnny Dumfries después de que Senna vetara a Derek Warwick de unirse al equipo, diciendo que en Lotus no eran capaces de formar coches competitivos a dos buenos pilotos al mismo tiempo. "...Fue malo, malo. Hasta entonces yo tenía una buena relación con Derek", Senna admitió más tarde. Senna empezó bien la temporada, segundo puesto en Brasil y victoria en Jerez en el marco del Gran Premio de España por apenas 0.014s sobre el inglés Nigel Mansell de Williams-Honda -uno de los más cerrados en la historia de la Fórmula 1- para hallarse a sí mismo líder del Campeonato del Mundo tras dos carreras. Sin embargo, la escasa fiabilidad del Lotus 98T, sobre todo en la segunda mitad de la temporada, lo vio a la deriva tras el emparejamiento de Mansell y Piquet en Williams, así como también del eventual campeón, Alain Prost. No obstante, Senna fue una vez más el mejor en clasificación, con ocho poles, y se hizo con otros seis podios en la temporada, incluyendo otra victoria en el Gran Premio de Detroit, y terminó cuarto nuevamente en la temporada con 55 puntos.
Como anécdota, después de ganar el Gran Premio del Este de los Estados Unidos en el circuito callejero de Detroit, dos días después de que Brasil fuera eliminado en la Copa Mundial de fútbol de 1986 en México, en cuartos de final por la Selección de Francia (país de donde proviene Renault: el suministrador de motores de Lotus), Senna detuvo su coche a un costado del guardarraíl y pidió a un fan apostado a un costado de la pista una bandera brasileña para luego dar una vuelta saludando con la bandera agitada al viento. Más tarde, repetiría esta costumbre cada vez que ganase un Gran Premio de Fórmula 1.

#### 1987: Primera tentativa de lucha por el campeonato
Lotus tuvo un acuerdo con un nuevo suministrador de motores en 1987, usando los mismos motores Honda que Williams había utilizado para ganar el año anterior el Campeonato de Constructores. Honda impuso sus condiciones, eso sí, y junto con la llegada de un nuevo motor vino también la de un nuevo compañero de equipo, el veterano nipón de 34 años, Satoru Nakajima. Senna comenzó la temporada con suertes mezcladas: un podio en el Gran Premio de San Marino fue atenuado por la controversia que se generó en la carrera siguiente en Spa-Francorchamps, donde colisionó con Nigel Mansell y fue increpado por el inglés enfurecido en el pitlane posteriormente. Senna entonces ganó dos carreras consecutivas: el Gran Premio de Mónaco (el primero de su récord de seis victorias en el principado) y el Gran Premio del Este de los Estados Unidos en Detroit, su segunda victoria en dos años en el circuito urbano, para así tomar el liderato en el campeonato mundial. A medida que el campeonato avanzaba sin embargo, se hizo evidente que los coches Williams tenían la ventaja sobre el resto de la parrilla, la brecha entre los equipos con motores Honda se hizo más evidente en el Gran Premio de Gran Bretaña donde Mansell y Piquet sacaron una vuelta de ventaja a los Lotus de Senna y Nakajima. Senna se mostró insatisfecho con sus posibilidades de luchar por el título en Lotus y en Monza, anunció que se uniría a McLaren para la temporada 1988. Senna acabó fuerte el año, llegando segundo en las dos últimas carreras en Japón (que volvió a la F1 tras 10 años de ausencia en el nuevo circuito de Suzuka) y Australia. Sin embargo, las verificaciones técnicas posteriores en la última carrera hallaron los conductos de freno de su Lotus más anchos de lo permitido por el reglamento y fue descalificado, llevando así su última temporada y de mayor éxito con Lotus hacia un final amargo. Senna acabó tercero en el Campeonato de Pilotos, con 57 puntos, una pole-position y seis podios. Esta temporada marcó un punto de inflexión tanto a lo largo de todo ese año como en su carrera deportiva en la que él construyó una relación profunda con Honda, una relación que traería grandes dividendos, ya que McLaren había asegurado la oferta de Williams de adquirir motores V6 turbo de Honda para el año 1988.

### McLaren (1988-1993)

#### 1988: Llegada a McLaren y primer título mundial
En 1988, gracias a la relación que había construido con Honda durante toda la temporada 1987 corriendo por Lotus, y con la aprobación del piloto número uno de McLaren, el bicampeón mundial francés por aquel entonces, Alain Prost, Senna se unió al equipo McLaren. En una entrevista concedida al periodista inglés Nigel Roebuck durante el Gran Premio de Japón de 1998, Alain Prost, quien era jefe del equipo Prost Grand Prix de Fórmula 1, declaró lo siguiente:

"...La elección de mi compañero en 1988 estaba entre Senna y Nelson Piquet. Cuando fui con Ron (Dennis) a Japón, a reunirnos con la gente de Honda, dije a Ron que debía escoger a Ayrton, porque era el piloto con más talento, y para mí el equipo era lo primero. Si ahora mismo fuera a empezar de nuevo mi carrera, actuaría de forma diferente, me concentraría más en mí y en mi trabajo…”
“De hecho, yo podía haber dicho no a la llegada de Ayrton a McLaren. Una de mis virtudes es que normalmente, cuando tomo una decisión, no me arrepiento de ella, pero desde mi propio punto de vista, definitivamente me equivoqué en aquella ocasión!”
Alain Prost a Nigel Roebuck en una entrevista en 1998.

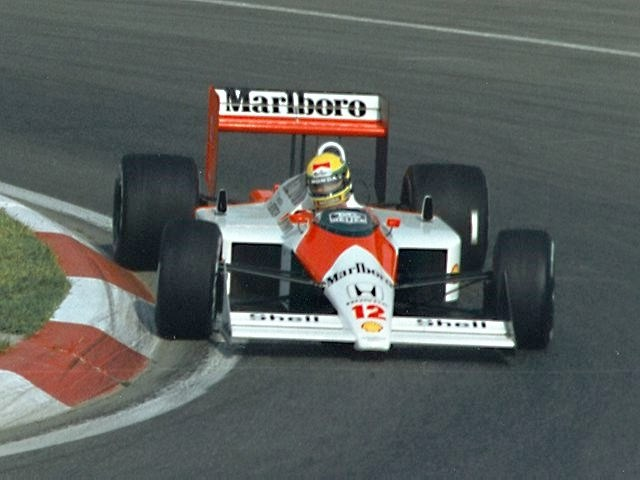
Senna pilotando el McLaren MP4/4 durante el Gran Premio de Canadá de 1988 que acabó venciendo.

Se iniciaba así una feroz competencia entre Senna y Prost, rivalidad que fue y es considerada como una de las más grandes en la historia de la Fórmula 1 y que culminó en una serie de espectaculares duelos en pista e incidentes en carrera durante dos de los próximos cinco años. Senna comenzó la temporada con una descalificación (DSQ) en el Gran Premio de Brasil, para después conseguir su primera victoria en McLaren en el Gran Premio de San Marino. Posteriormente en Mónaco, el brasileño tras liderar cómodamente durante la carrera y a falta de 10 vueltas para cerrar su segunda victoria en tierras monegascas, tuvo una desconcentración antes de entrar a la curva Portier e impactó con el guardarraíl, lo que significó el adiós al Gran Premio. Posteriormente consiguió un segundo puesto en México, luego dos victorias en Canadá y Estados Unidos, otro segundo puesto en Francia y una racha de 4 victorias consecutivas en Reino Unido, Alemania, Hungría y Bélgica antes de su segundo retiro y último de la temporada en Monza. Cuando mientras lideraba la carrera a falta de dos vueltas para el final se tocó con Jean-Louis Schlesser en la Variante Goodyear y su McLaren MP4/4-Honda quedó estático sobre el piano. Luego, en el Gran Premio de Portugal de 1988, Prost se escapó ligeramente más rápido que Senna en el comienzo, pero el paulista se lanzó en la primera curva por delante. Prost respondió y recuperó posición ante Senna en la final de la primera vuelta. Senna se desvió para bloquear a Prost, lo que obligó al francés casi a correr pegado al muro de boxes a 180 mph (290 km/h). Prost mantuvo su pie en el acelerador y pronto superó a Senna en la primera curva y empezó a alejarse nuevamente. Aunque Prost estaba furioso por la maniobra de Senna, el sudamericano se escapó con solo una advertencia de la FIA. Senna más tarde pidió disculpas a Prost por el incidente. A continuación, en España, Ayrton consiguió un 4.º puesto antes de enfrentar la carrera crucial que definiría el título en Suzuka, Japón.

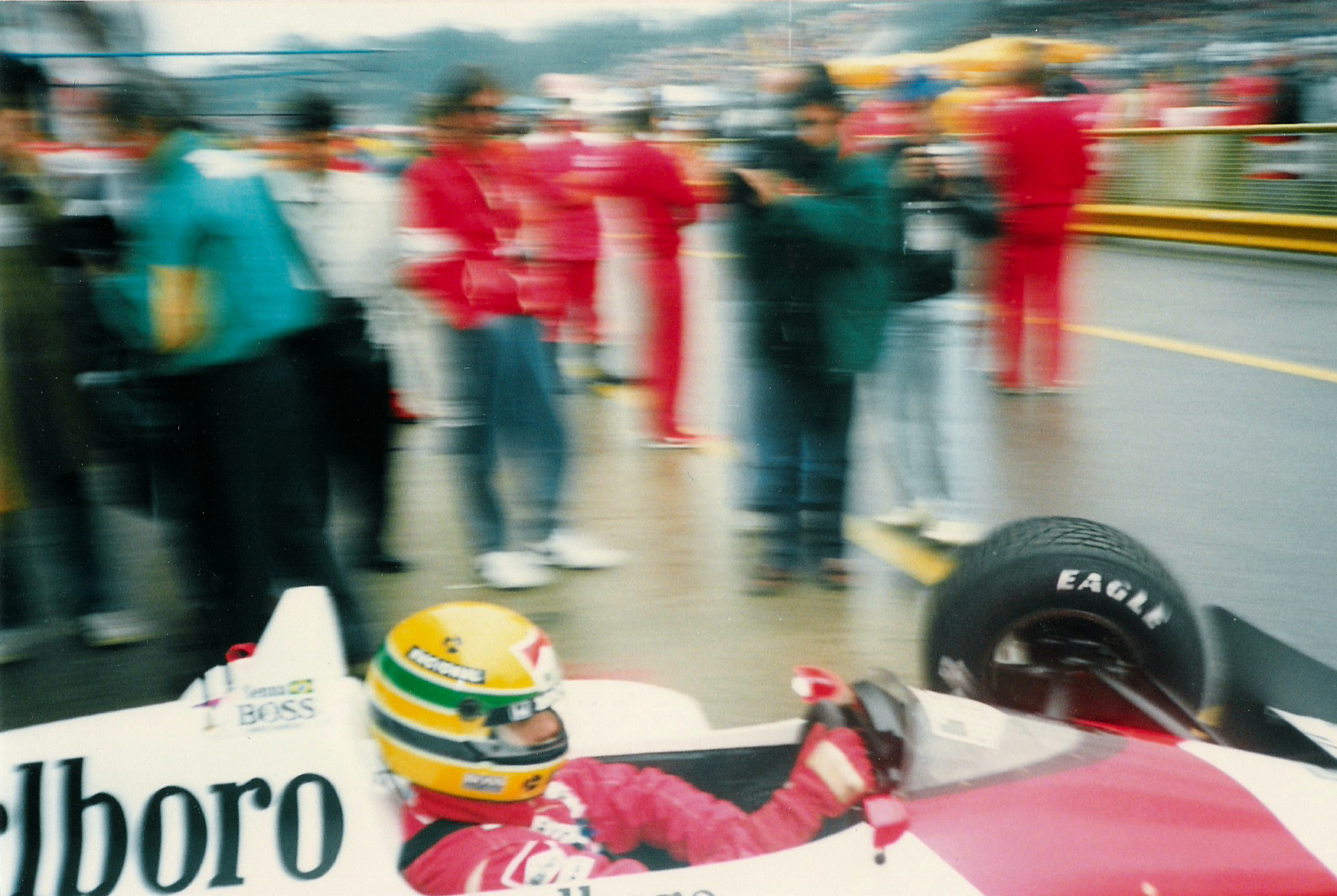
Ayrton Senna sale a pista durante el Gran Premio de San Marino de 1988.

Para el Gran Premio de Japón, Ayrton consiguió la pole y largó con medio título en el bolsillo. Sin embargo, apenas la luz del semáforo cambió a verde su motor Honda caló y quedó estático en medio de la pista viendo cómo el resto de los pilotos lo sobrepasaban. Gracias a la pendiente en bajada que tiene la recta principal del circuito de Suzuka, su coche se movió poco a poco y Senna pudo encender el motor para retomar la carrera.Como consecuencia del incidente cayó estrepitosamente de la primera posición a la 14.ª y luego empezó a remontar desde abajo de manera descomunal, a tal punto que en la 2.ª vuelta ya era 6.º, en la 3.ª era 5.º, en el siguiente giro se ubicó 4.º, en el 11.º ya se colocó 3.º y con oportunidades de ir a por la caza del líder de la prueba, el francés Alain Prost. La lluvia que cayó sobre el circuito facilitó aún más dichas oportunidades debido a la enorme habilidad de Senna para correr en esas condiciones. De esta manera, tras una ardua lucha para abrirse camino entre los primeros lugares, finalmente adelantó a Prost en el inicio de la vuelta 28, aprovechándose del tráfico reinante y de un fallo en su caja de cambios, lo cual ralentizó críticamente el ritmo del galo. Luego Senna se mantuvo imbatible al frente y acabó venciendo de manera formidable la carrera que lo coronó como campeón mundial a sus 28 años.
Finalmente, la pareja ganó, de manera aplastante, 15 de 16 carreras de la temporada 1988, y Senna se hizo con su primer título de Fórmula 1 mediante el logro de 8 victorias, ante las 7 de Prost (Prost. Globalmente había sumado más puntos en la temporada que Senna, pero tuvo que abandonar tres segundos lugares, ya que solo las 11 mejores puntuaciones contaban). Ayrton cumplió su sueño, pero iba por más, pese a que 1988 solo fue el comienzo de la lucha con el francés, lucha que se intensificaría hasta llegar a una verdadera guerra en 1989.

#### 1989: El título se escapa con polémicas incluidas

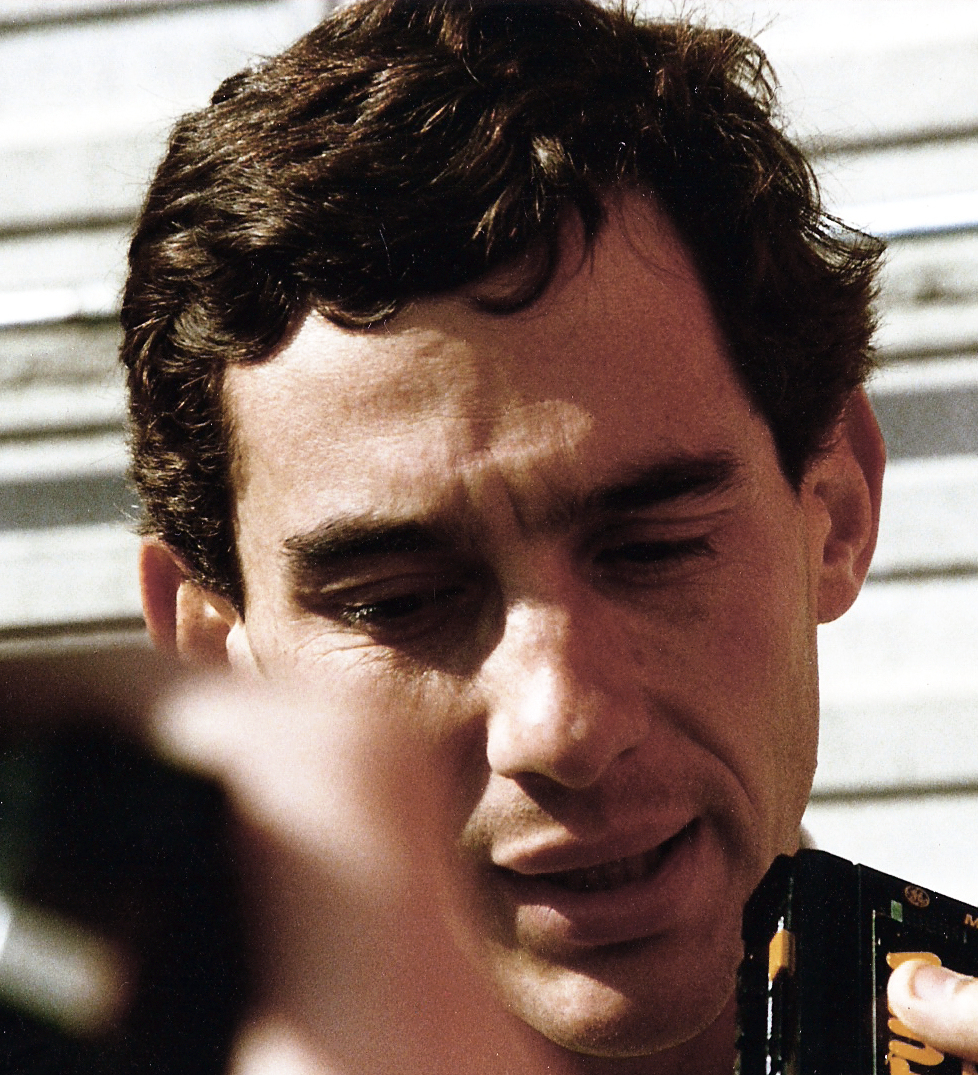
Senna en Imola durante el Gran Premio de San Marino de 1989

Si en 1988 hubo roces entre Senna y Prost, su lucha se intensificaría mucho más en 1989 con batallas en la pista y una guerra psicológica fuera de ella. La tensión y la desconfianza entre los dos pilotos llegó a un punto crítico en el GP de San Marino: Prost y Senna aparentemente según palabras del francés habrían llegado a un pacto de no-agresión en caso de que uno de los dos llegue liderando la prueba a la curva Tosa en el primer giro. Tras un violento choque de Gerhard Berger en la curva Tamburello (donde Senna fallecería 5 años más tarde) y posterior incendio de su Ferrari 640, la carrera se interrumpió con bandera roja y posteriormente después de unos minutos se relanzó. Esta vez el paulista largó mal y el francés tomó ventaja, no obstante, Senna adelantó a Prost en la curva Tosa y a raíz de esto el galo se enfureció, acusando incluso a Ron Dennis de una violación a dicho trato. Como consecuencia de esto, las relaciones entre los compañeros de equipo en McLaren empeoraron considerablemente.
Senna tuvo una temprana ventaja en el campeonato con victorias en tres de las cuatro primeras carreras, pero la falta de fiabilidad de su McLaren MP4/5-Honda en Phoenix (fallo eléctrico), Canadá (rotura de motor a tres vueltas del final), Francia (diferencial) e Italia (rotura de motor nuevamente en la curva Parabólica a pocas vueltas del final, cuando era líder de la prueba), junto con errores claves que cometió el brasileño en Brasil (rotura de alerón delantero por pelear posición con Gerhard Berger en la primera curva del circuito de Jacarepaguá), Gran Bretaña (trompo tras 11 giros completados liderando la carrera delante de Prost) y Portugal (colisión con Nigel Mansell considerando que el inglés había sido descalificado de la carrera por poner marcha atrás en el pitlane durante un repostaje) abrieron el título a favor de Prost.
Prost ganó el título mundial de 1989, después de un choque con Senna en el circuito de Suzuka en Japón, la penúltima carrera de la temporada, que Senna necesitaba ganar para mantenerse en la pelea por el título. Senna intentó un adelantamiento a Prost por la zona derecha de la salida de la curva 130R, poco antes de llegar al triángulo de Casio (chicana del circuito), sin embargo Prost lo cerró poco antes de llegar, Senna no cedió y ambos colisionaron. El brasileño, a continuación, pidió ayuda a los comisarios para que empujaran su coche y así poder volver a encender el motor para reincorporarse a la carrera. Logró encenderlo y salió por la escapatoria que tiene dicha chicana con su McLaren MP4/5-Honda siniestrado, ya que tras el choque con Prost su alerón delantero sufrió daños. Luego al giro siguiente entró a boxes para el cambio de la pieza mientras que el italiano de Benetton Alessandro Nannini se hacía con el liderato de la carrera. Senna volvió a pista e hizo una remontada a falta de pocas vueltas para el final, logrando sobrepasar al coche del italiano exactamente en el mismo lugar donde intentó hacerlo con Prost, y llegó a meta en primer lugar, solo para ser inmediatamente descalificado por la FIA por retornar a pista con ayuda externa, cortar la chicana después de la colisión y por pisar la línea del pitlane (que no forma parte de la pista). Una gran multa y la suspensión temporal de su superlicencia de F1 en el invierno de 1989 hizo que el paulista entrara en una amarga guerra de palabras con la FIA y de su entonces presidente Jean-Marie Balestre. Senna terminó su segunda temporada en McLaren con seis victorias y el subcampeonato mundial. Prost a final de temporada dejó McLaren para unirse a Ferrari el año siguiente.

#### 1990: Bicampeonato con McLaren y la revancha frente a Prost

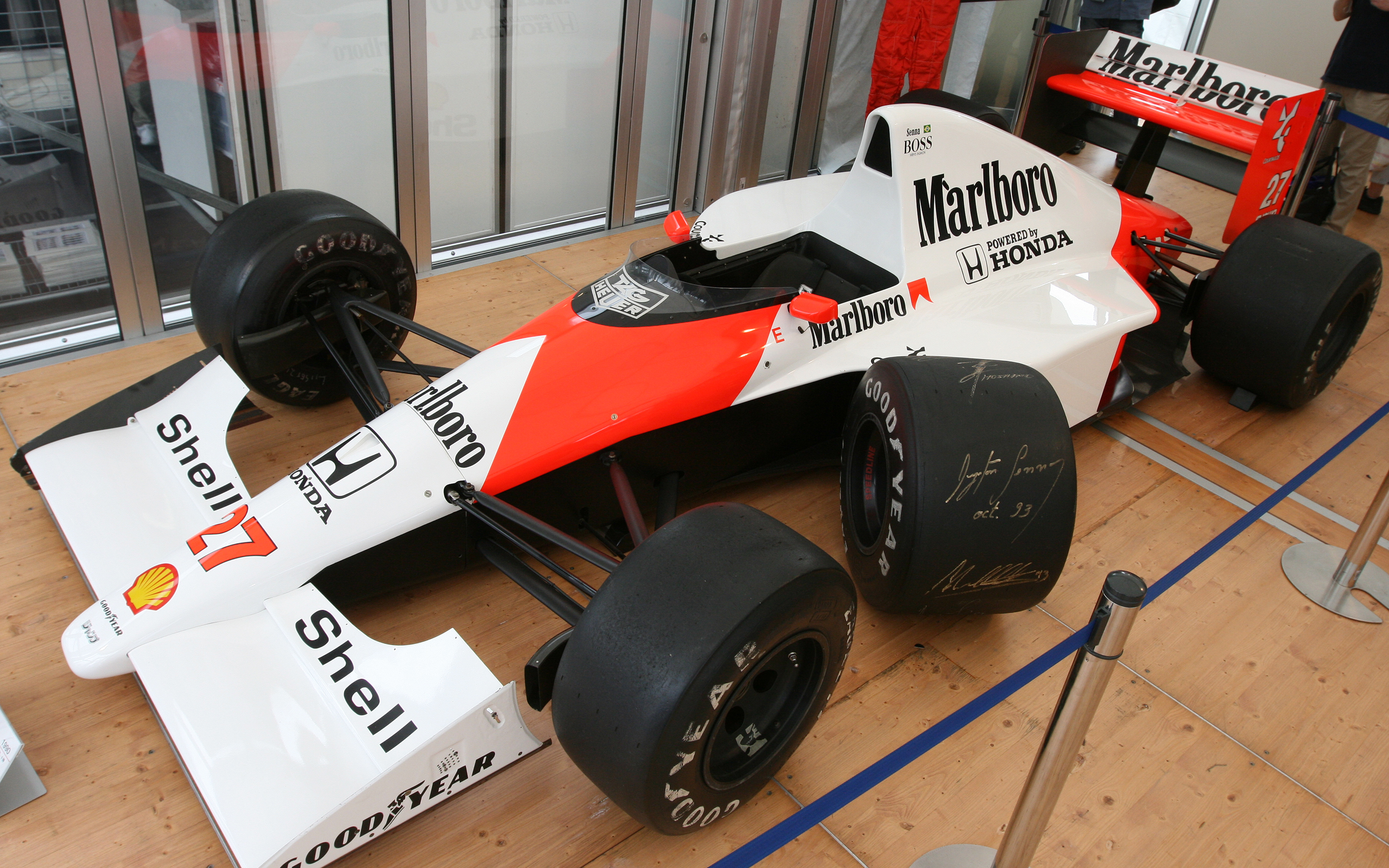
McLaren MP4/5B-Honda de Senna autografiado por el mismo brasileño con el que consiguió el bicampeonato de F1.

En 1990, Senna tomó ventaja en el campeonato con seis victorias (EE. UU, Mónaco, Canadá, Alemania, Bélgica e Italia), dos segundos puestos (Hungría y Portugal) y tres terceras posiciones (Brasil, Francia y Reino Unido). Sus victorias más memorables fueron en Phoenix, durante el Gran Premio de Estados Unidos, en la que estuvo luchando por el liderato durante varias vueltas con un entonces desconocido Jean Alesi (Tyrrell) antes de llegar a la cabeza de la prueba, y en Alemania, donde luchó contra el Benetton de Alessandro Nannini en toda la carrera por la victoria. A medida que la temporada llegaba a su cuarta final, sin embargo, Alain Prost en su Ferrari aceptó el reto con cinco victorias, incluyendo una victoria crucial en España, donde él y su compañero de equipo Nigel Mansell acabaron haciendo un doblete para la Scuderia. Senna había salido con un radiador dañado y la brecha entre el brasileño y Prost se redujo ahora a 11 puntos con dos carreras restantes. Destacó también en dicha temporada el duelo frustrado que sostuvo en pista hasta la última vuelta en el Hungaroring por arrebatarle el liderato al belga de Williams F1: Thierry Boutsen.
En la penúltima prueba del campeonato en Japón en Suzuka (el mismo circuito en que, el año anterior, Senna y el galo tuvieron una colisión), el sudamericano logró la pole por delante de Prost. Sin embargo, por decisión de la FIA se obligó a Senna a salir por el lado sucio de la pista (sector derecho), mientras que a Prost se le colocó en la zona limpia (lado izquierdo). Una vez encendida la luz verde, Prost en su Ferrari hizo un mejor arranque y se puso en cabeza al frente del McLaren de Senna. No obstante, en la primera curva Senna agresivamente mantuvo su trayectoria, mientras que Prost se volvió y el McLaren del brasileño enganchó su rueda delantera izquierda contra la rueda trasera derecha del Ferrari de Prost a cerca de 270 km/h (170 mph), poniendo a ambos coches fuera de la pista, resultado que convirtió a Senna campeón del mundo de Fórmula 1 de ese año. Un año más tarde, tras conseguir su tercer título mundial y segundo consecutivo, Senna explicó a la prensa su actuación del año anterior en Suzuka. Sostuvo que antes de la clasificación, había solicitado y recibido garantías de los funcionarios de carrera para que la pole se cambiara al costado izquierdo, lado limpio de la pista, solo para descubrir que esta decisión fue revocada por Jean-Marie Balestre, después de que el paulista se hizo con la pole-position. Explicando la colisión con Prost, Senna dijo que lo que quería era dejar en claro que no iba a aceptar lo que él percibió como decisiones injustas por Balestre, incluyendo su descalificación en 1989 y la pole-position en 1990. Prost más tarde calificó las acciones en el registro de Senna como "repugnantes" y afirmó que pensó seriamente en retirarse del deporte después de ese incidente.

#### 1991:3.ercampeonato tras una ardua lucha con Nigel Mansell

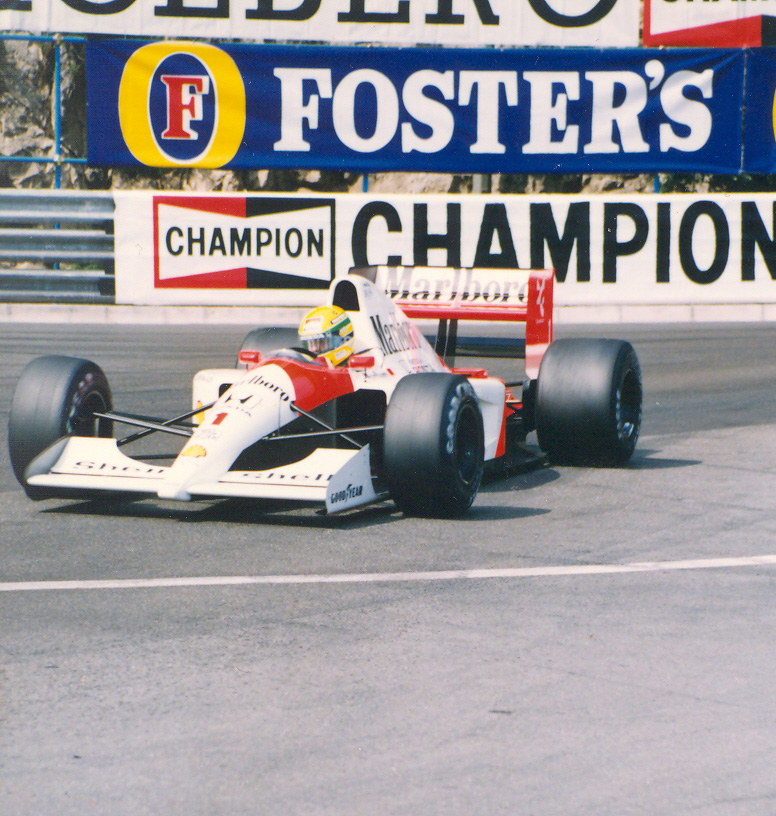
Senna venció en el Gran Premio de Mónaco de 1991 por cuarta vez a bordo de su McLaren MP4/6-Honda.

Senna ganó su tercer título en 1991, adjudicándose siete victorias (las cuatro primeras consecutivas en EE. UU, Brasil, San Marino y Mónaco, luego otras dos seguidas en Hungría y Bélgica, para posteriormente cerrar con la de Australia) y mantenerse en gran medida libre de controversia. Cabe destacar que tras 8 temporadas en Fórmula 1 logró finalmente conseguir una victoria en su país natal, en el circuito de Interlagos, tras liderar solo con la sexta marcha durante las seis últimas vueltas mientras Riccardo Patrese, en 2.ª posición, le recortaba tiempo peligrosamente por detrás, a bordo de su Williams FW14-Renault. El paulista acabó la carrera exhausto, a tal punto que, tras ver la bandera a cuadros, dejó su McLaren a un costado de la Reta Oposta casi desmayado y tuvo que ser atendido por personal médico. De hecho, en tal victoria Senna fue considerado todo un héroe. Recibió el premio de parte de su admirado Juan Manuel Fangio, entonces Senna se bajó del podio y lo abrazó, haciendo un homenaje a su ídolo argentino.
Alain Prost, debido al bajón en el rendimiento de su Ferrari 642, ya no era a esas alturas un competidor serio. Senna ganó las cuatro primeras carreras. A mediados de temporada, Mansell en el más avanzado Williams FW14/14B, fue capaz de ponerle en aprietos, demostrando tener un coche mucho más apto para alcanzar el título que el McLaren del brasileño, como sucedió en Monza, durante el Gran Premio de Italia y dicho sea de paso, ser también el mayor rival de Senna hasta 1992. Hubo algunos momentos memorables, como en el Gran Premio de España cuando Senna y Mansell fueron rueda a rueda con pocos centímetros de espacio entre ellos, a más de 320 km/h (200 mph) por la recta principal, en una carrera que finalmente ganó el británico. Todo un espectáculo diferente se le ofreció tras la victoria de Mansell en el Gran Premio de Gran Bretaña en Silverstone. El coche de Senna había llegado a su fin en la última vuelta pero quedó varado a un costado del circuito debido al gasto total de combustible del McLaren. Como Mansell paró en su vuelta de victoria, permitió que el brasileño se montase en el cockpit del Williams para volver a boxes. A pesar de la consistencia de Senna y la falta de fiabilidad de Williams en el inicio de la temporada que le dio una temprana ventaja, Senna insistió en que Honda intensificara su programa de desarrollo de motores y exigió nuevas mejoras en el coche antes de que fuera demasiado tarde. Estas modificaciones le permitieron dar un impulso en el final de la temporada y logró ganar tres carreras más para asegurar el campeonato, que se resolvió definitivamente en Japón nuevamente cuando Mansell (que necesitaba ganar para conservar posibilidades de postergar la definición por el título a la última fecha en Australia), en la novena vuelta se fue en la primera curva, mientras corría tercero por detrás de Senna y dejó varado su Williams-Renault en la trampa de grava. Senna terminó en segundo lugar y obtuvo su tercer título, entregando la victoria a su compañero de equipo, Gerhard Berger en la última curva como un gesto de agradecimiento por su apoyo durante la temporada.

#### 1992: Una temporada para el olvido

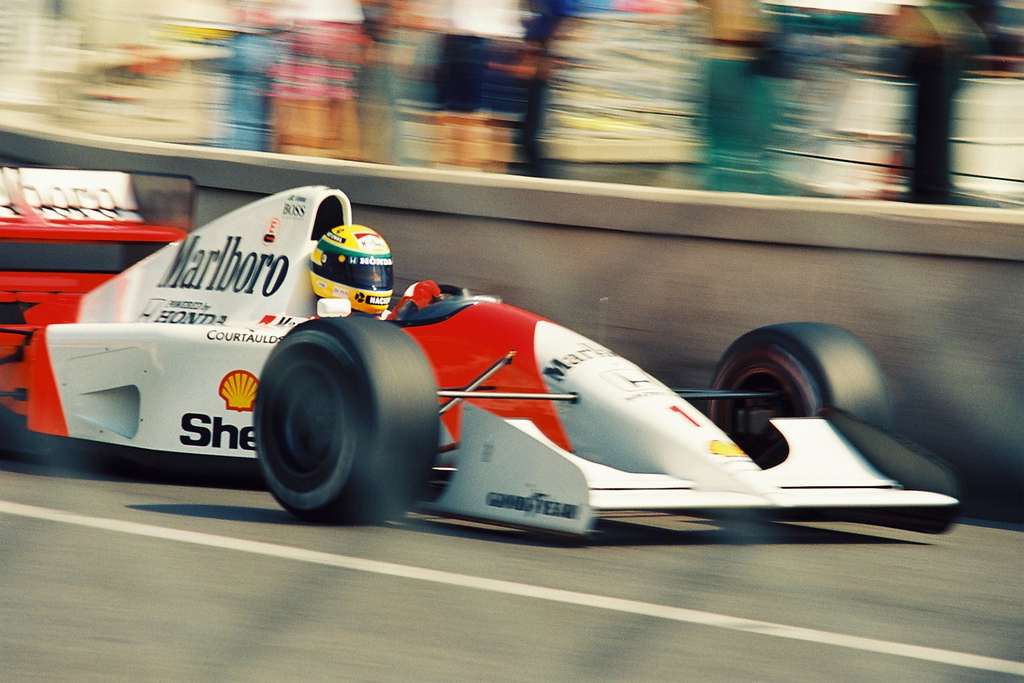
Senna a bordo de su McLaren MP4/7A-Honda durante el Gran Premio de Mónaco de 1992, su primera victoria en dicha temporada.

En 1992, Senna se manifestó consternado por la incapacidad de McLaren para desafiar al poderoso Williams que estrenó en dicho campeonato el revolucionario Williams FW14B-Renault con suspensión activa, Control de tracción. Por otro lado, el coche con el que el brasileño corrió durante 1992: el McLaren MP4/6B-Honda (y posteriormente el MP4/7A) de la escuadra de Woking para la temporada tuvo varias deficiencias. No hubo demora en el debut del nuevo coche (que debutó en la tercera carrera de la temporada, en el Gran Premio de Brasil) una de las novedades del coche era la nueva caja de cambios semiautomática además de carecer de suspensión activa, el nuevo coche sufría de problemas de fiabilidad. Era imprevisible en las curvas rápidas, mientras que su motor V12 Honda ya no era el más potente del circuito. Senna se hizo con tres victorias en Mónaco, Hungría e Italia en ese año, además de cuatro podios en Sudáfrica (3.º), San Marino (3.º nuevamente), Alemania (2.º) y Portugal (3.º).
Durante la calificación para el Gran Premio de Bélgica, el piloto francés Érik Comas se estrelló violentamente y Senna fue el primero en llegar a la escena. Se bajó de su monoplaza y corrió a través de la pista para ayudar al francés. Senna tomaba consejos periódicamente de su amigo, el entonces médico de la Fórmula 1 Sid Watkins. Llegó y cortó la corriente del Ligier, luego mantuvo erguido el cuello de Comas, para evitar que se le aplastara alguna vértebra. “Lo mantuvo correctamente. Cuando llegué, Ayrton estaba de rodillas sosteniéndolo para que la respiración estuviera bien. Y no le quitó el casco para que pudiéramos examinar los daños”, recordó el doctor. Más tarde fue a visitar a Comas en el hospital.
Senna terminó cuarto en la general del campeonato, detrás del dúo de Williams de Mansell y Patrese y del piloto revelación de dicha temporada: el joven alemán Michael Schumacher de Benetton. Las dudas sobre las intenciones de Senna de cara al año 1993 se mantuvieron durante todo el año 1992, ya que no tenía un contrato con ningún equipo a finales de año. Sintió que los coches de McLaren eran mucho menos competitivos que antes (especialmente después de que Honda se retiró de la Fórmula 1 como suministrador de motores al final de la temporada 1992). La posibilidad de migrar a Williams junto a Prost (que había obtenido un asiento asegurado para el equipo en 1993) se convirtió en imposible, ya que Prost puso una cláusula en su contrato que vetó a Senna como compañero de equipo, a pesar de que el brasileño le propuso al mismo Frank Williams correr de forma gratuita con tal de volver a la contienda por el campeonato mundial. El paulista, enfurecido con la noticia, trató a Prost de cobarde en una conferencia de prensa en Estoril. En diciembre, Senna se fue a Phoenix, Arizona e hizo un test con el Penske de IndyCar de Emerson Fittipaldi. El jefe de McLaren, Ron Dennis, mientras tanto trataba de garantizar un suministro del dominante motor V10 Renault para 1993.

#### 1993: Último año y nuevamente sin acariciar el máximo trofeo

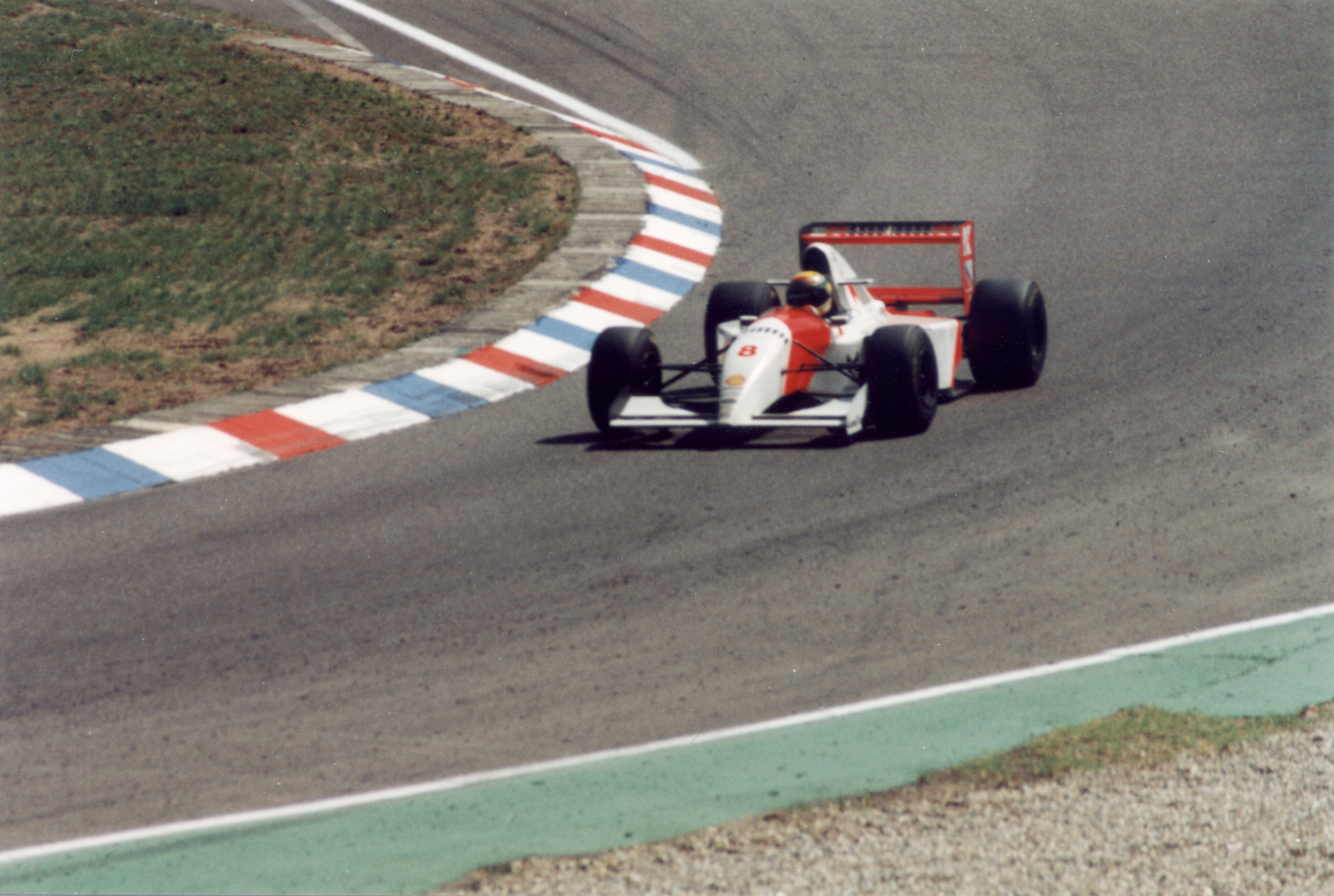
Ayrton en el Gran Premio de Alemania de 1993 pilotando el McLaren MP4/8-Ford

Cuando el acuerdo con Renault no se concretó, McLaren se vio obligado a aceptar una oferta de suministro de motores Ford V8 que estuvieron dos especificaciones por detrás del equipo de fábrica de Ford en Fórmula 1: Benetton. McLaren esperó compensar la falta de potencia en rendimiento de motor, junto con la sofisticación mecánica, que incluyó el eficaz sistema de suspensión activa. Tras varios intentos, Ron Dennis, jefe de McLaren, finalmente convenció a Senna para que permaneciera un año más en el equipo inglés. El brasileño, sin embargo, solo accedió a firmar contrato para la primera carrera en Sudáfrica, donde evaluaría si el equipo McLaren era lo suficientemente competitivo como para que hacer una buena temporada. Después de pilotar el McLaren-Ford MP4/8, Senna llegó a la conclusión de que el nuevo coche tenía un potencial sorprendente, aunque el motor todavía estaba por debajo en potencia y no sería rival para el Williams FW15C-Renault de Prost. Senna se negó a firmar un contrato de un año completo, pero accedió a una cláusula sobre la base de un fichaje carrera-por-carrera, finalmente con la intención de correr allí durante todo el año.
Después de acabar segundo en la carrera inaugural disputada en Sudáfrica, Senna ganó en Brasil, por segunda y última vez, en una carrera con un cambio repentino de condiciones climáticas, y en Donington Park más tarde en el Gran Premio de Europa. Este último ha sido a menudo considerado como una de las más grandes victorias de Senna. Senna partía de la 2.ª fila, y adelantó a cuatro coches que le precedían en la primera vuelta a bordo del Mclaren MP4/8, rebasando a pilotos como Michael Schumacher, Damon Hill o al campeón de aquella temporada, Alain Prost. Lideró la carrera al final de la primera vuelta tras pasar a todos sus rivales en una carrera donde algunos pilotos tuvieron que hacer hasta siete paradas en boxes para hacer cambios de neumático a compuesto de lluvia o a lisos. En aquella carrera Senna dobló a todos los pilotos, excepto a Damon Hill.
| Pos. | N.º | Piloto       | Constructor      | Vtas. | Tiempo      | Grilla | Puntos |
| ---- | --- | ------------ | ---------------- | ----- | ----------- | ------ | ------ |
| 1°   | 8   | Ayrton Senna | McLaren-Ford     | 76    | 1:50:46.570 | 4      | 10     |
| 2°   | 0   | Damon Hill   | Williams-Renault | 76    | +1:23.199   | 2      | 6      |
| 3°   | 2   | Alain Prost  | Williams-Renault | 75    | +1 Lap      | 1      | 4      |

Senna luego anotó un segundo lugar en España y una sexta victoria en Mónaco, que significó todo un récord en el principado, aún vigente. Después de Mónaco, Senna inesperadamente cedió ventaja en el campeonato a Prost en su Williams-Renault. A medida que la temporada avanzaba, Prost y su compañero de equipo inglés Damon Hill ratificaron la superioridad del coche de Williams F1, con Prost asegurando el campeonato de pilotos mientras que Hill afianzó la tercera posición en el tabla de pilotos. Senna llegó al cierre de la temporada y de su carrera de largas seis temporadas en McLaren, con dos victorias en Japón y Australia, terminando segundo en la general del campeonato. La penúltima carrera en tierras niponas tuvo un incidente que involucró al brasileño, donde el novato de Jordan: Eddie Irvine, que iba a ser doblado, puso en peligro a Senna mientras luchaba por arrebatarle el liderato al francés Alain Prost. El indignado brasileño más tarde apareció en el garaje de Jordan y después de una larga discusión, golpeó al irlandés.

### Williams (1994)
Para 1994, Senna finalmente firmó con el equipo Williams-Renault. La cláusula que Prost había puesto en su contrato prohibiendo a Senna de unirse a Williams no se extendió a 1994 y Prost se retiró con un año más de contrato por delante, en lugar de enfrentar la posibilidad de ser nuevamente el compañero de equipo de su mayor rival. El brasileño partía como principal favorito para ganar el mundial de 1994, pero desde el principio se vio que Ayrton lo iba a tener mucho más difícil de lo previsto. Primero, el FW16 no resultaba ser un coche apto para el brasileño, ya que sufría problemas al introducirse en la cabina, aunque esto lo pudo solucionar durante la pretemporada. Sumado a esto, las pruebas de pretemporada mostraron que el nuevo Williams-Renault FW16 tenía velocidad, pero era difícil de conducir. Senna había hecho numerosos comentarios de que el FW16 tenía algunas peculiaridades que debían ser subsanadas. El coche en cuestión, después de los cambios de regulación para prohibir la suspensión activa y el control de tracción, no logró mostrar la superioridad de alguno de sus precesores (el FW15C y el FW14B de 1993). La sorpresa de los tests fue el equipo Benetton, cuyo coche era más ágil que el de Williams, aunque menos potente.
La primera carrera de la temporada fue en Brasil, donde Senna logró la pole. En la carrera, Senna tomó una ventaja temprana, pero el Benetton de Schumacher le pisaba los talones constantemente. Schumacher tomó el liderato de la carrera y no lo volvió a ceder después de adelantar a Senna en los pits durante un repostaje de gasolina. Senna se negó a conformarse con la segunda plaza y siguió luchando por hacerse con el liderato, llegando incluso a ser dos segundos por vuelta más rápido que su compañero Damon Hill. Mientras trataba de luchar por alcanzar al alemán, Senna hizo un trompo a la salida de la curva Junção y su motor caló, lo que le obligó a retirarse de la carrera. La segunda prueba fue el Gran Premio del Pacífico en Aida (Japón), donde Senna volvió a poner el coche en la pole. Sin embargo, fue golpeado por detrás en la primera curva por Mika Häkkinen y su carrera llegó a su final definitivo cuando el Ferrari conducido por Nicola Larini también se estrelló en su Williams. Hill también se retiró por problemas de transmisión, mientras que Schumacher se alzó con la victoria de nuevo.
Fue el peor inicio de Senna en una temporada de F1, fallando en sumar puntos o finalizar ambas pruebas a pesar de conseguir la pole en ambas carreras. Schumacher lideraba en el campeonato de pilotos por veinte puntos de ventaja sobre Senna.

## Accidente y fallecimiento
En la temporada de 1994, Senna seguía incómodo con el habitáculo del coche. Por eso solicitó una modificación en el mismo para lograr la comodidad deseada. Durante el Gran Premio de San Marino de 1994, en Imola el 1 de mayo de 1994, se produjo un gran accidente a la salida y tuvo que ingresar el coche de seguridad que era mucho más lento que los coches en pista. Esto solamente aumentaba las ansias y la desesperación de Senna de poder avanzar rápido (se veía que le hacía señas al coche de seguridad para que fuera más rápido).[cita requerida]
La carrera se reanudó en la vuelta 6. En la vuelta 7, el automóvil no tomó la curva Tamburello, sino que salió de la pista en línea recta aproximadamente a 305 km/h e impactó brutalmente contra un paredón de cemento a 218 km/h. La rueda delantera derecha se desprendió y golpeó su casco mientras que un brazo de la suspensión (de la misma rueda) le atravesó el casco y la visera, ocasionándole fracturas en el cráneo con pérdida de masa encefálica.
Tras el choque, Senna, con graves heridas en el cráneo, yació inconsciente a la espera de que la carrera fuera interrumpida y la asistencia médica se acercara hasta el vehículo. Fue necesario hacerle una traqueotomía in situ hasta que, minutos más tarde, fue trasladado en helicóptero al hospital Maggiore de Bolonia, donde permaneció en coma inducido algunas horas. Poco después, se confirmó su muerte cerebral, aunque todo apunta a que sufrió una muerte instantánea en el golpe. Al final, la carrera la ganó Michael Schumacher.

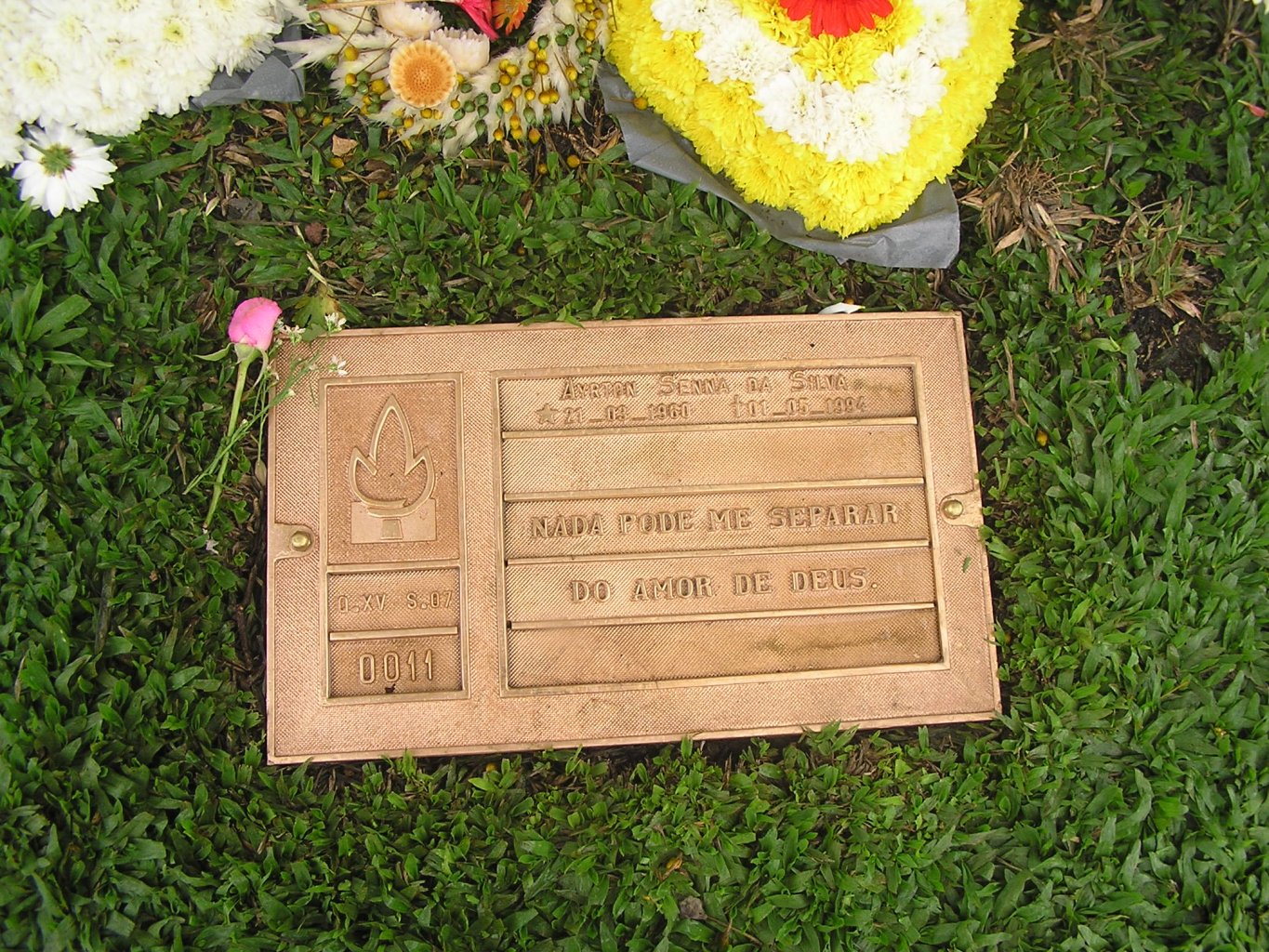
La sepultura de Ayrton Senna en el cementerio de Morumbi en São Paulo.

Este hecho ocurrió un día después que otro piloto, el austríaco Roland Ratzenberger, falleciera durante la clasificación en la curva Gilles Villeneuve. Además de las dos muertes, ese mismo viernes, Rubens Barrichello, también había tenido un accidente donde su coche salió por los aires, en la variante Bassa y, el propio domingo, al momento de la salida, los coches de JJ Lehto y Pedro Lamy, chocaron.[cita requerida]
Las causas probables de que el Williams FW16 del brasileño saliera despedido hacia el paredón de la curva de Tamburello son la rotura de la barra de dirección de su monoplaza o una pérdida abrupta de tracción, en una curva donde se registraron una decena de accidentes similares, en el caso del paulista por un descenso abrupto de la presión de los neumáticos al enfriarse estos. Nunca ha existido una comprobación oficial de la causa del accidente, ya que no se logró acreditar técnicamente en el juicio en Italia que intentaba exculpar a la organización deportiva del circuito italiano y responsabilizar al director técnico Patrick Head. 13 años después de ocurrido el accidente fatal y tras haber sido cerrado el proceso original, el tribunal de apelación de Bolonia actuando de forma irregular aceptó reabrir el proceso y se declaró a favor de la organización deportiva italiana en un proceso en ausencia de los representantes de Williams. El equipo Williams se limitó a reclamar la prescripción del proceso sin argumentar sobre el fondo del irregular proceso.[cita requerida]
Con el tiempo, se ha asentado la teoría de que la causa fue que el monoplaza perdió altura debido al enfriamiento de los neumáticos por la salida de coche de seguridad, lo cual causó una pérdida de presión en los mismos provocando una pérdida de adherencia al hacer contacto el chasis con la pista, ya que incluso se vieron saltar chispas del coche antes del impacto. Cabe también decir que lo que acabó con la vida de Ayrton no fue la desaceleración brutal que resistió, calculada en 4 g (4 veces la aceleración gravitacional), sino que la causa de la muerte habría sido el daño que sufrió en la base del cráneo por causa de un brazo de suspensión, una barra de metal larga y delgada que, todavía unida a la rueda, atravesó el casco justo en el punto de cruce de la visera y se incrustó en la cabeza del piloto.
Su ataúd fue llevado por las calles de São Paulo en un coche de bomberos, seguido por más de un millón de personas. Fue enterrado, con honores de jefe de Estado, en el cementerio de Morumbi, de dicha ciudad brasileña. A su funeral acudieron pilotos de la talla de Jackie Stewart, Alain Prost, Emerson Fittipaldi, y Ron Dennis.[cita requerida]
La lección aprendida del accidente cambió el deporte del motor profundamente, contribuyendo a salvar muchas vidas desde entonces.[cita requerida]

## Legado

### Carreras memorables
- Gran Premio de Mónaco de 1984: bajo la lluvia,[84] y a bordo del modesto Toleman Hart realizó una gran actuación. Superó a pilotos que conducían monoplazas muy superiores al suyo. Pudo haber sido su primer logro en F1, pero llegó segundo tras suspenderse la competición en el momento en que Senna iba a por el McLaren de Alain Prost.
- Gran Premio de Portugal de 1985: consigue su primer éxito en F1 bajo la lluvia de Estoril. Ayrton manejaba un Lotus impulsado por un motor turbo de la casa francesa Renault.
- Gran Premio de Japón de 1988: saliendo desde la pole se le cala el motor, cuando consigue arrancarlo ya es 14.º. Realizando una gran remontada, gana la carrera y el título de ese año, a bordo de un McLaren-Honda.
- Gran Premio de Japón de 1989: en la lucha por su bicampeonato con Alain Prost, ambos colisionan en la chicana Casio de Suzuka. Prost abandona y Senna regresa ayudado por los comisarios del circuito y acortando la chicana, cruzando el primero bajo la bandera a cuadros. Fue descalificado y, al ser también incapaz de puntuar en la siguiente y última prueba del Mundial (Australia) al sufrir otra colisión, Alain Prost ganó el título.
- Gran Premio de Japón de 1990: tras el inicio de la carrera Ayrton choca con Prost que pilota para Ferrari, en la primera variante. Ambos abandonan pero esta vez es Senna quien consigue el título.
- Gran Premio de Brasil de 1991: Senna ganaba con comodidad, pero su McLaren se ve afectado por un problema en la caja de velocidades. Esto motiva que Senna realice un enorme esfuerzo físico para correr únicamente en sexta marcha. Gana la carrera, pero bajando de su monoplaza exhausto.
- Gran Premio de Mónaco de 1992: corría en la primera posición, perseguido por Nigel Mansell que pilotaba un Williams-Renault FW14B. El brasileño soporta todos los ataques del británico por varias vueltas y se lleva la carrera.
- Gran Premio de Europa de 1993: en una carrera bajo lluvia Senna parte en 4.ª posición llegando 5.º a la primera curva y en esa misma primera vuelta consigue adelantar a los 4 monoplazas que le preceden poniéndose en primera posición. Ganó con autoridad frente a los Williams en el circuito de Donington Park.

### GP ganados
- 6  GP de Mónaco (1987, 1989, 1990, 1991, 1992 y 1993)
- 5  GP de Bélgica (1985, 1988, 1989, 1990 y 1991)
- 5  GP de Estados Unidos (1986, 1987, 1988, 1990 y 1991)
- 3  GP de San Marino (1988, 1989 y 1991)
- 3  GP de Alemania (1988, 1989 y 1990)
- 3  GP de Hungría (1988, 1991 y 1992)
- 2  GP de España (1986 y 1989)
- 2  GP de Canadá (1988 y 1990)
- 2  GP de Japón (1988 y 1993)
- 2  GP de Italia (1990 y 1992)
- 2  GP de Brasil (1991 y 1993)
- 2  GP de Australia (1991 y 1993)
- 1  GP de Portugal (1985)
- 1  GP de Reino Unido (1988)
- 1  GP de México (1989)
- 1  GP de Europa (1993)

## Resumen de carrera
| Temporada | Categoría                                 | Equipo                                | Carreras | Victorias | Poles | VR | Podios | Puntos | Pos. |
| --------- | ----------------------------------------- | ------------------------------------- | -------- | --------- | ----- | -- | ------ | ------ | ---- |
| 1981      | Fórmula Ford 1600                         | Van Diemen                            | 20       | 12        | 3     | 10 | 12     | 218    | 1.º  |
| 1982      | Fórmula Ford 2000 Británica               | Rushen Green                          | 28       | 21        | 15    | 22 | 21     | 272    | 1.º  |
| 1982      | Fórmula Ford 2000 Europea                 | Rushen Green                          | 8        | 6         | 6     | 7  | 6      | 138    | 1.º  |
| 1983      | Fórmula 3 Británica                       | West Surrey Racing                    | 20       | 12        | 15    | 12 | 14     | 132    | 1.º  |
| 1983      | Campeonato de Fórmula 3 Europea de la FIA | West Surrey Racing                    | 1        | 0         | 0     | 0  | 0      | 0      | NC   |
| 1983      | Gran Premio de Macao                      | West Surrey Racing w/ Theodore Racing | 1        | 1         | 1     | 0  | 1      | N/A    | 1.º  |
| 1984      | Fórmula 1                                 | Toleman Group Motorsport              | 14       | 0         | 0     | 1  | 3      | 13     | 9.º  |
| 1984      | Campeonato Mundial de Resistencia         | New-Man Joest Racing                  | 1        | 0         | 0     | 0  | 0      | 3      | 82.º |
| 1985      | Fórmula 1                                 | John Player Special Team Lotus        | 16       | 2         | 7     | 3  | 6      | 38     | 4.º  |
| 1986      | Fórmula 1                                 | John Player Special Team Lotus        | 16       | 2         | 8     | 0  | 8      | 55     | 4.º  |
| 1987      | Fórmula 1                                 | Camel Team Lotus Honda                | 16       | 2         | 1     | 3  | 8      | 57     | 3.º  |
| 1988      | Fórmula 1                                 | Honda Marlboro McLaren                | 16       | 8         | 13    | 3  | 11     | 90     | 1.º  |
| 1989      | Fórmula 1                                 | Honda Marlboro McLaren                | 16       | 6         | 13    | 3  | 7      | 60     | 2.º  |
| 1990      | Fórmula 1                                 | Honda Marlboro McLaren                | 16       | 6         | 10    | 2  | 11     | 78     | 1.º  |
| 1991      | Fórmula 1                                 | Honda Marlboro McLaren                | 16       | 7         | 8     | 2  | 12     | 96     | 1.º  |
| 1992      | Fórmula 1                                 | Honda Marlboro McLaren                | 16       | 3         | 1     | 1  | 7      | 50     | 4.º  |
| 1993      | Fórmula 1                                 | Marlboro McLaren                      | 16       | 5         | 1     | 1  | 7      | 73     | 2.º  |
| 1994      | Fórmula 1                                 | Rothmans Williams Renault             | 3        | 0         | 3     | 0  | 0      | 0      | NC   |
| Fuente:   |                                           |                                       |          |           |       |    |        |        |      |

## Resultados

### Fórmula 3 Británica
(Clave) (negrita indica pole position) (cursiva indica vuelta rápida)

| Año     | Escudería          | Motor  | 1     | 2     | 3     | 4     | 5     | 6     | 7     | 8     | 9     | 10      | 11      | 12      | 13    | 14    | 15      | 16    | 17      | 18      | 19    | 20    | Pos. | Puntos |
| ------- | ------------------ | ------ | ----- | ----- | ----- | ----- | ----- | ----- | ----- | ----- | ----- | ------- | ------- | ------- | ----- | ----- | ------- | ----- | ------- | ------- | ----- | ----- | ---- | ------ |
| 1983    | West Surrey Racing | Toyota | SIL 1 | THR 1 | SIL 1 | DON 1 | THR 1 | SIL 1 | THR 1 | BRH 1 | SIL 1 | SIL Ret | CAD DNS | SNE Ret | SIL 1 | DON 2 | OUL Ret | SIL 1 | OUL Ret | THR Ret | SIL 2 | THR 1 | 1.º  | 132    |
| Fuente: |                    |        |       |       |       |       |       |       |       |       |       |         |         |         |       |       |         |       |         |         |       |       |      |        |

### Gran Premio de Macao
| Año  | Escudería          | Q | C1 | C2 | Pos. | Ref.   |
| ---- | ------------------ | - | -- | -- | ---- | ------ |
| 1983 | West Surrey Racing | 1 | 1  | 1  | 1.º  | [ 87 ] |

### Fórmula 1
(Clave) (negrita indica pole position) (cursiva indica vuelta rápida)

| Año     | Escudería                      | 1       | 2       | 3       | 4       | 5       | 6       | 7       | 8       | 9       | 10    | 11      | 12      | 13      | 14      | 15      | 16      | Pos. | Puntos  |
| ------- | ------------------------------ | ------- | ------- | ------- | ------- | ------- | ------- | ------- | ------- | ------- | ----- | ------- | ------- | ------- | ------- | ------- | ------- | ---- | ------- |
| 1984    | Toleman Group Motorsport       | BRA Ret | RSA 6   | BEL 6   | SMR DNQ | FRA Ret | MON 2~  | CAN 7   | USE Ret | USA Ret | GBR 3 | GER Ret | AUT Ret | NED Ret | ITA     | EUR Ret | POR 3   | 9.º  | 13      |
| 1985    | John Player Special Team Lotus | BRA Ret | POR 1   | SMR 7†  | MON Ret | CAN 16  | USA Ret | FRA Ret | GBR 10† | GER Ret | AUT 2 | NED 3   | ITA 3   | BEL 1   | EUR 2   | RSA Ret | AUS Ret | 4.º  | 38      |
| 1986    | John Player Special Team Lotus | BRA 2   | ESP 1   | SMR Ret | MON 3   | BEL 2   | CAN 5   | USA 1   | FRA Ret | GBR Ret | GER 2 | HUN 2   | AUT Ret | ITA Ret | POR 4†  | MEX 3   | AUS Ret | 4.º  | 55      |
| 1987    | Camel Team Lotus Honda         | BRA Ret | SMR 2   | BEL Ret | MON 1   | USA 1   | FRA 4   | GBR 3   | GER 3   | HUN 2   | AUT 5 | ITA 2   | POR 7   | ESP 5   | MEX Ret | JPN 2   | AUS DSQ | 3.º  | 57      |
| 1988    | Honda Marlboro McLaren         | BRA DSQ | SMR 1   | MON Ret | MEX 2   | CAN 1   | USA 1   | FRA 2   | GBR 1   | GER 1   | HUN 1 | BEL 1   | ITA 10† | POR 6   | ESP 4   | JPN 1   | AUS 2   | 1.º  | 90 (94) |
| 1989    | Honda Marlboro McLaren         | BRA 11  | SMR 1   | MON 1   | MEX 1   | USA Ret | CAN 7†  | FRA Ret | GBR Ret | GER 1   | HUN 2 | BEL 1   | ITA Ret | POR Ret | ESP 1   | JPN DSQ | AUS Ret | 2.º  | 66      |
| 1990    | Honda Marlboro McLaren         | USA 1   | BRA 3   | SMR Ret | MON 1   | CAN 1   | MEX 20† | FRA 3   | GBR 3   | GER 1   | HUN 2 | BEL 1   | ITA 1   | POR 2   | ESP Ret | JPN Ret | AUS Ret | 1.º  | 78      |
| 1991    | Honda Marlboro McLaren         | USA 1   | BRA 1   | SMR 1   | MON 1   | CAN Ret | MEX 3   | FRA 3   | GBR 4†  | GER 7†  | HUN 1 | BEL 1   | ITA 2   | POR 2   | ESP 5   | JPN 2   | AUS 1~  | 1.º  | 96      |
| 1992    | Honda Marlboro McLaren         | RSA 3   | MEX Ret | BRA Ret | ESP 9†  | SMR 3   | MON 1   | CAN Ret | FRA Ret | GBR Ret | GER 2 | HUN 1   | BEL 5   | ITA 1   | POR 3   | JPN Ret | AUS Ret | 4.º  | 50      |
| 1993    | Marlboro McLaren               | RSA 2   | BRA 1   | EUR 1   | SMR Ret | ESP 2   | MON 1   | CAN 18† | FRA 4   | GBR 5†  | GER 4 | HUN Ret | BEL 4   | ITA Ret | POR Ret | JPN 1   | AUS 1   | 2.º  | 73      |
| 1994    | Rothmans Williams Renault      | BRA Ret | PAC Ret | SMR Ret | MON     | ESP     | CAN     | FRA     | GBR     | GER     | HUN   | BEL     | ITA     | POR     | EUR     | JPN     | AUS     | NC   | 0       |
| Fuente: |                                |         |         |         |         |         |         |         |         |         |       |         |         |         |         |         |         |      |         |

### Campeonato Mundial de Resistencia
(Clave) (negrita indica pole position) (cursiva indica vuelta rápida)

| Año     | Escudería            | Clase | Automóvil   | Motor                    | 1   | 2   | 3   | 4     | 5   | 6   | 7   | 8   | 9   | 10  | 11  | Pos. | Puntos |
| ------- | -------------------- | ----- | ----------- | ------------------------ | --- | --- | --- | ----- | --- | --- | --- | --- | --- | --- | --- | ---- | ------ |
| 1984    | New-Man Joest Racing | C1    | Porsche 956 | Porsche Type-935 2.6 F6t | MNZ | SIL | LMS | NÜR 8 | BRH | MOS | SPA | IMO | FUJ | KYA | SAN | 82.º | 3      |
| Fuente: |                      |       |             |                          |     |     |     |       |     |     |     |     |     |     |     |      |        |

## Récords

### Récords en Fórmula 1
Senna ostenta diversos récords en Fórmula 1:
| Récord                                                                   | Récord | Logrado                               | Ref.   |
| ------------------------------------------------------------------------ | ------ | ------------------------------------- | ------ |
| Más pole positions consecutivas                                          | 8      | España 1988-Estados Unidos 1989       | [ 90 ] |
| Más carreras comenzadas en primera fila                                  | 24     | Alemania 1988-Australia 1989          | [ 91 ] |
| Más victorias consecutivas en un Gran Premio                             | 5      | Gran Premio de Mónaco (1989-1993)     | [ 92 ] |
| Más pole positions consecutivas en un mismo Gran Premio                  | 7      | Gran Premio de San Marino (1985-1991) | [ 93 ] |
| Mayor porcentaje de carreras comenzadas en primera fila en una temporada | 100%   | 1989                                  | [ 94 ] |

## La fundación
En enero de 1994, se creó el personaje de dibujos animados «Senninha», en la ceremonia estuvo presente el propio Ayrton. Después se fundó el Instituto Ayrton Senna, que se encarga de ayudar a niños desfavorecidos en Brasil con proyectos educacionales, deportivos, medioambientales y de salud. La imagen de «Senninha» está en cuadernos escolares, camisetas, juguetes, etc. Gran parte de esas ventas van a los proyectos del Instituto. El lema de la fundación es «todos tienen el potencial para ser un vencedor», en clara alusión de darle la posibilidad a los niños que no poseen medios económicos en su amado Brasil. Todos los años se realiza una maratón en São Paulo en la que se recauda fondos, organizada por la misma fundación que preside su hermana Viviane. La maratón recibe como nombre «Ayrton Senna Racing Day» y es un evento de importancia en Brasil.

## Homenajes

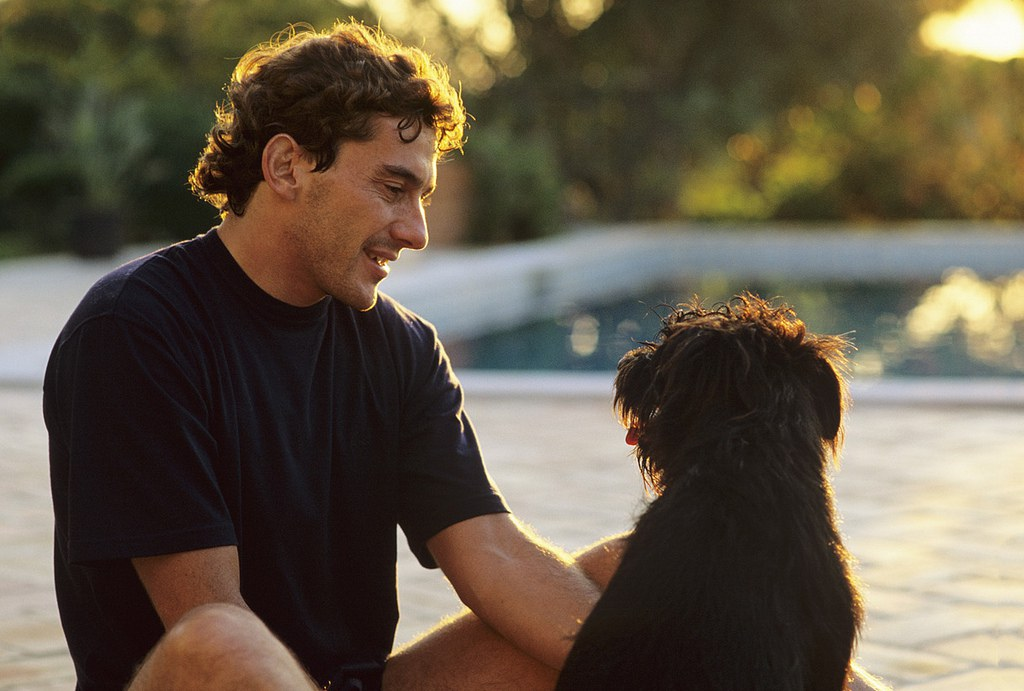
Ayrton Senna junto a un perro.

- Además de las múltiples ceremonias que rememoran a Senna, también se ha hecho una estatua de él en Imola. En el circuito de Interlagos hay una curva en forma de "S" que recibe el nombre de "S de Senna".
- La carretera SP-070 en São Paulo lleva el nombre Rodovia Ayrton Senna (antigua Rodovia dos Trabalhadores), como así también se encuentran múltiples parques y monumentos con el nombre del tricampeón mundial en todo Brasil. Actualmente en todos los Fórmula 1 que fabrica Williams, el alerón delantero luce la "S" de Senna bien delante, donde le gustaba estar a Ayrton.

- Senna tiene 2 estatuas y 1 estatua de la FIA con su rostro en homenaje.

- En la curva Tamburello (donde murió) la parte de atrás del muro tiene banderas, nombres de aficionados de todas las partes del mundo, y otros recuerdos más, como flores y fotos. Todos los años los aficionados van al muro a rendirle homenaje. En noviembre de 2010 se estrenó Senna, una película-documental en su honor.

- En la República Argentina, Senna tiene un espacio de homenaje en el Museo Juan Manuel Fangio, de la ciudad de Balcarce, en la provincia de Buenos Aires, donde se exhibe un coche que pilotó y fotos junto al múltiple campeón de F1 Juan Manuel Fangio, al cual Ayrton admiraba y con el que había formado una amistad.

- En 1990 se inauguró, en su honor, el Estadio Ayrton Senna, en Macapá en el estado de Amapá.
- La selección de fútbol de Brasil le hizo un homenaje luego de ganar la XV Copa Mundial de Fútbol celebrada en Estados Unidos en 1994, con una pancarta que decía "Senna... aceleramos juntos, O Tetra é nosso!" ("Senna...aceleramos juntos, el Tetra es nuestro")
- En 1995 se inauguró el Monumento a Ayrton Senna en São Paulo. El 28 de abril de ese mismo año, la aclamada multinacional japonesa de desarrollo y distribución de videojuegos SEGA lanza solo para Japón "Ayrton Senna Personal Talk: Message for the future", título para la consola Sega Saturn que recopila entrevistas subtituladas en japonés realizadas a Senna en 1987, 1988, 1990 y 1993, en formato de sólo audio y con algunas imágenes de la misma.[95]
- Era fanático del Corinthians. Cuando se cumplieron 20 años de su muerte, en 2014, todos los jugadores del equipo salieron a la cancha con cascos que tenían el mismo diseño que utilizaba el piloto brasileño.
- En 2017 la empresa automovilística McLaren Automotive creó el McLaren Senna. El auto lleva el nombre del piloto brasileño rindiendo a sus éxitos con McLaren F1.
- En 2018, el equipo brasileño de Corinthians rindió homenaje a Senna, haciendo una equipación con la firma de este piloto e inspirado en su Lotus negro y dorado.[96]
- En 2020 se inaugurará un nuevo circuito de carreras en Río de Janeiro que tendrá su nombre.[97]
- En 2020, en conmemoración de los 80 años de la fundación del Autódromo José Carlos Pace, ubicado en la ciudad de São Paulo, Brasil, se realizó un mural gigante en uno de los edificios de la instalación, recordando la emotiva victoria del piloto en el circuito, en el Gran Premio de Brasil de Fórmula 1 de 1991, siendo recordada como una de las más memorables dentro de su carrera (Senna no ganaba en Brasil hasta entonces).[98]
- El asteroide (6543) Senna fue nombrado así en su memoria.[99]

## Rally
Senna hizo una pequeña incursión en los rallies en el año 1986. En una entrevista para la revista británica Car and Car Conversions, probó varios automóviles de rally, entre otros: un Vauxhall Nova, un Austin Rover Metro 6R4, un Ford Sierra RS Cosworth y un Ford Escort en un tramo de tierra cerrado al público, donde llegó a salirse en la primera curva con el Ford Sierra.

## Filmografía
- Senna (documental) (2010).[101]
- Senna (miniserie) (2024).[102]

### Citas
1. ↑  «Ayrton, the Hero Revealed – a biography of the Brazilian pilot». V-Brazil (en inglés). Archivado desde el original el 18 de febrero de 2020. Consultado el 21 de mayo de 2025.
2. ↑  «Xuxa declara amor por Ayrton Senna». Record (en portugués de Brasil). 25 de octubre de 2010. Consultado el 21 de mayo de 2025.
3. ↑  «Adriane Galisteu: "Ayrton Senna está no meu coração e na minha cabeça». Quem (en portugués de Brasil). 7 de noviembre de 2010. Archivado desde el original el 2 de septiembre de 2021. Consultado el 21 de mayo de 2025.
4. ↑  «F1's greatest drivers No.1 - Ayrton Senna». BBC Sport (en inglés británico). Consultado el 2 de octubre de 2022.
5. ↑  Carlos. «Ayrton Senna, el más rápido de la historia». www.motorpasion.com. http://plus.google.com/106643481235450321345. Consultado el 29 de octubre de 2015.
6. ↑  «Jules Bianchi, 20 años después de Senna». www.motorpasion.com. 18 de julio de 2015. Consultado el 8 de marzo de 2016.
7. ↑  Straw, Edd. «F1 news: Drivers vote Senna the greatest ever». Autosport (en inglés). Consultado el 9 de marzo de 2016.
8. 1 2  Rodrigues, Ernesto. "Ayrton, O Herói Revelado", Editora Ponto de Leitura, ISBN 9788539000036.
9. ↑  Ernesto Rodrigues. "Ayrton, o herói revelado" p.15
10. ↑  Entrevista a Terry Fullerton.
11. ↑  «"Ayrton Senna – Racing Career". MotorSports Etc.».
12. ↑  admin (1 de mayo de 2024). «Ayrton Senna - The Rain Master - The Motorsport Hub». The Motorsport Hub (en inglés británico). Consultado el 19 de enero de 2025.
13. ↑  Coronel, Darío (11 de abril de 2023). «A 30 años de “La Vuelta de Dios”, el momento más mágico de Ayrton Senna en la Fórmula 1». infobae. Consultado el 19 de enero de 2025.
14. ↑  «How good actually was Ayrton Senna? Hint: Exceptionally». www.mclaren.com (en inglés británico). Consultado el 19 de enero de 2025.
15. ↑  Hilton 1999 pp.38-40
16. ↑  Hilton (2005), pp.9, 33-43, 154.
17. ↑  Hilton, Christopher, Ayrton Senna - The Complete Story (2004), p 99 - 116.
18. ↑  Hilton (2005), p. 43-47, 154.
19. ↑  Greg Girard, Ian Lambot, and Philip Newsome, Macau Grand Prix: The Road To Success (Watermark Surrey, 1998).
20. ↑  Hilton (2004), p 121-122
21. ↑  Drackett, Phil (1985). Brabham: Story of a racing team. Arthur Barker. ISBN 0 213 16915 0. pp.134–135
22. ↑  Hilton (2004), p 138.
23. ↑  Mark Hughes and Simon Arron, The Complete Book of Fórmula One (Motorbooks International, 2003), p. 310.
24. ↑  Hamilton, Maurice (1984)) Autocourse 1984-85 p.141 Hazleton publishing ISBN 0-905138-32-5
25. ↑  «Copia archivada». Archivado desde el original el 2 de marzo de 2012. Consultado el 12 de diciembre de 2010.
26. ↑  Hilton (2004), p 149 - 152.
27. ↑  "FIA World Endurance Championship 1984". wsrp.ic.cz. Visto 14 de enero 2007.
28. ↑  "Senna - Porsche 956K - Nurburgring". The Nostalgia Forum at AtlasF1. Retrieved January 14, 2007.
29. ↑  Hilton (2004), p 140.
30. ↑  Timothy Collings and Sarah Edworthy, The Fórmula One Years: A Season-by-Season Account of the World's Premier Motor Racing Championship from 1950 to the Present Day (Carlton Books, 2002), p. 208.
31. ↑  Hamilton, Maurice (ed.) (1985) Autocourse 1985 - 1986 Hazleton publishing pp.74 & 104 ISBN 0-905138-38-4
32. ↑  Hilton (2004), p 427
33. ↑  Hilton (2004), p 163
34. ↑  Hilton (2004), p 170
35. ↑  Hilton (2004), p 428
36. ↑  Hilton (2004), p 431
37. ↑  Hilton (2004), p 186
38. ↑  Hilton (2004), p 188
39. ↑  "Engines: Honda Motor Company," GP Encyclopedia, printed from www.grandprix.com on June 2, 2007.
40. ↑  Fórmula 1: Pasado y presente de la máxima competición. Editorial Océano, p. 69
41. ↑  «Senna, ¿un compañero peligroso?» (PDF). Mundo Deportivo: 27. 22 de septiembre de 1987.
42. ↑  Hughes and Arron (2003), p. 340.
43. ↑  «"O Rei" Senna» (PDF). Mundo Deportivo: 40. 1 de noviembre de 1988.
44. ↑  Bruce Jones, ed. 50 Years of the Fórmula One World Championship (Carlton, 1999). p. 221-222
45. ↑  Christopher Hilton, Ayrton Senna: The Whole Story (Haynes, 2004)
46. ↑  Jones, ed. (1999), pp. 227-228.
47. ↑   "F1 - Grandprix.com > Features > News Feature > McLaren versus Jean-Marie Balestre". Grandprix.com.
48. ↑  «Senna ajustó las cuentas a Prost» (PDF). La Vanguardia: 8. 22 de octubre de 1990.
49. ↑  Menard and Vassal (2003), p. 106-107.
50. ↑  Menard and Vassal (2003), p. 107.
51. ↑  "Senna blows his top at Suzuka," printed from www.autosport.com el 30 de mayo 2007
52. ↑  a b "Ayrton Senna by Alain Prost". prostfan.com. Visto 2 de octubre 2010.
53. ↑  «Senna se convirtió en tricampeón» (PDF). La Vanguardia: 12. 21 de octubre de 1991.
54. ↑  Menard and Vassal (2003), p. 129-130.
55. ↑  Menard and Vassal (2003), pp. 128-129.
56. ↑  Senna, Ayrton (26 de agosto de 2019). «Há 27 anos, Ayrton Senna ajudava a salvar a vida de Erik Comas na Bélgica». Ayrton Senna (en portugués de Brasil). Consultado el 21 de marzo de 2020.
57. ↑  «La muerte de Ayrton Senna: "Me salvó la vida, pero yo llegué demasiado tarde”, dijo el piloto que lo vio morir - TN.com.ar». Todo Noticias. 1 de mayo de 2019. Consultado el 21 de marzo de 2020.
58. ↑  «Ayrton Senna Special: Eric Comas: 'Hypocritical people knew during the race what was going on with Ayrton'». GPToday.net (en inglés británico). Consultado el 21 de marzo de 2020.
59. ↑  Jones (1999), pp. 253, 257.
60. ↑  Collings and Edworthy (2002), pp. 244-247.
61. ↑  Menard and Vassal (2003), pp. 129-132.
62. ↑  Collings and Edworthy (2002), p. 239, 250.
63. ↑  Menard and Vassal (2003), p. 132.
64. ↑  Menard and Vassal (2003), p. 130.
65. ↑  “Constructors: McLaren International,” GP Encyclopedia, printed from www.grandprix.com el 30 de mayo 2007.
66. 1 2  "History of McLaren: Time Line – the 1990s." printed from www.mclaren.com el 30 de mayo 2007.
67. ↑  Menard and Vassal (2003), p. 133.
68. ↑  Collings and Edworthy (2002), p. 250.
69. ↑  “Grand Prix Results: South African GP, 1993,” GP Encyclopedia, printed from www.grandprix.com el 30 de mayo 2007.
70. ↑  Collings and Edworthy (2002), p. 250
71. ↑  “Grand Prix Results: European GP, 1993,” GP Encyclopedia, printed from www.grandprix.com el 30 de mayo 2007.
72. ↑  Menard and Vassal (2003), p. 134.
73. ↑  Ian Thomsen, “Senna, Hill and Monaco: Roaring Through the Ghost of a Winner Past,” International Herald Tribune, Monday, May 24, 1993; printed from http://www.iht.com on May 28, 2007.
74. ↑  Menard and Vassal (2003), pp. 134-135.
75. ↑  Collings and Edworthy (2002), pp. 251-253.
76. ↑  Showdown at Suzuka www.themagicofsenna.com Visto 2 de marzo 2008. Menard & Vassal (2003), p. 138.
77. ↑  «Senna vuelve a la escudería Williams». El País. 12 de octubre de 1993.
78. ↑  Menard and Vassal (2003), p. 138.
79. ↑  "Senna retrospective". BBC News. April 21, 2004. Retrieved April 26, 2010.
80. ↑  «Sabías qué...? El 1º de mayo de 1994 fallecía uno de los máximos ídolos de la F1... - El Garage Tv». El Garage Tv. 27 de abril de 2018. Archivado desde el original el 29 de mayo de 2019. Consultado el 26 de noviembre de 2018.
81. ↑  Passarelli, Bruno. 3-5-1994 La tarde en que se mató Senna Archivado el 17 de marzo de 2010 en Wayback Machine., El Gráfico
82. ↑  «Senna se mata a 300 por hora» (PDF). La Vanguardia. 2 de mayo de 1994.
83. ↑  «Veja online - Resultados de las pericias del accidente (portugués)». Archivado desde el original el 23 de enero de 2009. Consultado el 5 de enero de 2010.
84. ↑  Gran Premio de Mónaco de 1984 - La carrera que encumbró a Ayrton Senna
85. ↑  «Ayrton Senna | Racing carrer profile | Driver Database». Driver Database (en inglés). Archivado desde el original el 6 de septiembre de 2014. Consultado el 17 de abril de 2020.
86. ↑  «Ayrton Senna». Motorsport Magazine (en inglés). Consultado el 7 de marzo de 2024.
87. ↑  Girard, Greg; Lambot, Ian; Newsome, Philip. Macau Grand Prix: The Road to Success. Haslemere, Surrey: Watermark Publications. ISBN 1-873-200-21-8.
88. ↑  «Ayrton SENNA • STATS F1». STATS F1. Consultado el 7 de marzo de 2024.
89. ↑  «Ayrton Senna (BR) - Complete Archive - Racing Sports Cars». Racing Sports Cars (en inglés). Consultado el 7 de marzo de 2024.
90. ↑  «Vital Statistics - Ayrton Senna edition». Fórmula 1 (en inglés). Formula One World Championship Limited. 2 de mayo de 2014. Consultado el 7 de marzo de 2024.
91. ↑  «Vettel misses Senna's record». Autosport (en inglés). Motorsport Network. 25 de julio de 2011. Consultado el 7 de marzo de 2024.
92. ↑  «Most consecutive wins of the same Formula One Grand Prix». Guinness World Records (en inglés). Consultado el 7 de marzo de 2024.
93. ↑  Negi, Rishabh (29 de abril de 2023). «Who is the driver to take the most consecutive pole positions at the same F1 Grand Prix?». First Sportz (en inglés). Consultado el 7 de marzo de 2024.
94. ↑  «Celebrating Ayrton Senna – 25 years on». Planet F1 (en inglés). 15 de mayo de 2019. Consultado el 7 de marzo de 2024.
95. ↑  «Ayrton Senna Personal Talk: Message for the future» (en inglés). Consultado el 29 de enero de 2025.
96. ↑  «Corinthians presenta su tercer uniforme inspirado en el Lotus de Senna». Consultado el 14 de octubre de 2018.
97. ↑  «Presidente de Brasil asegura que la F1 se irá a Río de Janeiro». lat.motorsport.com. Consultado el 8 de mayo de 2019.
98. ↑  «Fórmula 1: Un mural gigante de Senna para celebrar los 80 años de Interlagos». Consultado el 7 de julio de 2020.
99. ↑  Jet Propulsion Laboratory. «6543 Senna (1985 TP3)» (en inglés). Consultado el 24 de noviembre de 2024.
100. 1 2  www.wrc.com (8 de julio de 2011). «Senna: ¡piloto de rallye!». Archivado desde el original el 17 de octubre de 2019. Consultado el 23 de enero de 2012.
101. ↑  «Hoy se estrena Senna, el documental sobre la vida de Ayrton Senna». Motorpasión. 27 de mayo de 2011. Consultado el 7 de marzo de 2024.
102. ↑  Carro, Guillermina (12 de febrero de 2024). «Senna, de Netflix, muestra las primeras imágenes y son todo lo que se podría esperar y más». Revista GQ. Consultado el 7 de marzo de 2024.